# Neue Frankfurter Altstadt

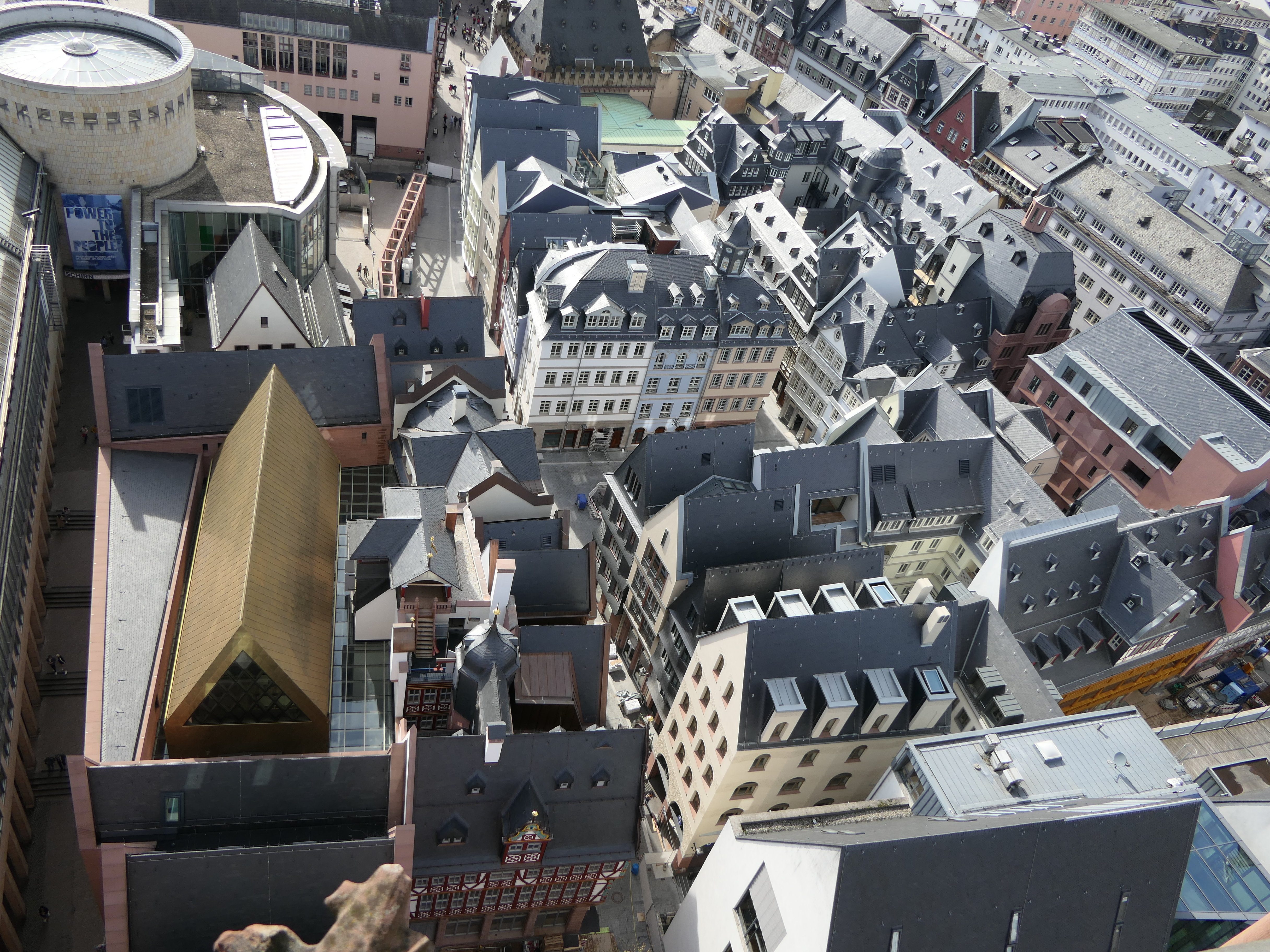
Blick vom Domturm auf das Dom-Römer-Areal (April 2018), links das Stadthaus am Markt.

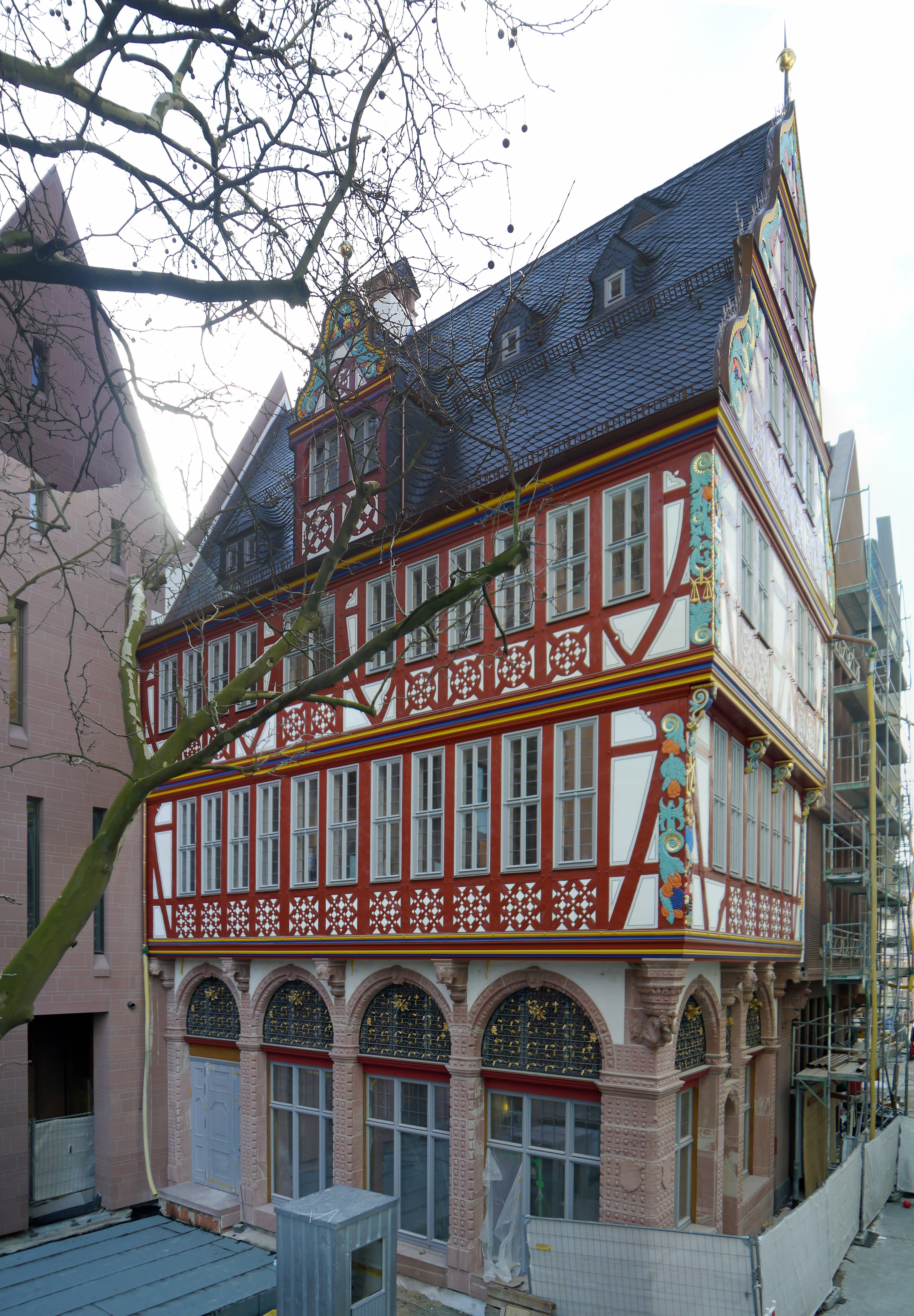
Aufwändigstes Einzelprojekt war der Wiederaufbau des Hauses zur Goldenen Waage (Januar 2018)

Die Neue Frankfurter Altstadt (auch bekannt als Dom-Römer-Viertel bzw. -Quartier) ist das Zentrum der Altstadt von Frankfurt am Main, das von 2012 bis 2018 im Rahmen eines städtebaulichen Großvorhabens rekonstruiert wurde. Unter dem Namen Dom-Römer-Projekt wurde ein rund 7.000 Quadratmeter großes Grundstück zwischen Römerberg im Westen und dem Domplatz im Osten, begrenzt durch die Braubachstraße im Norden und die Schirn Kunsthalle im Süden, neu gestaltet und bebaut. Der Alte Markt verbindet als sogenannter Krönungsweg die beiden für die Krönung der römisch-deutschen Könige und Kaiser bedeutenden Orte. Das Gebiet bildet den Kern der Altstadt, die bis zur Zerstörung bei den Luftangriffen 1944 mit ihren rund 1250 größtenteils aus dem Mittelalter und der Renaissance stammenden Fachwerkhäusern als eine der größten und bedeutendsten Fachwerkstädte galt. Von Anfang der 1970er-Jahre bis 2010 war das Grundstück vollständig mit dem Technischen Rathaus und dem U-Bahnhof Dom/Römer bebaut.
Im Zuge des Dom-Römer-Projekts wurden die Plätze und Straßenzüge Alter Markt, Hühnermarkt, Hinter dem Lämmchen und Neugasse mit ihren historischen Grundstücken und Innenhöfen, darunter dem Hof Rebstock am Markt und dem Goldenen Lämmchen, weitgehend wiederhergestellt. Insgesamt entstanden 35 Neubauten, darunter 15 als schöpferische Nachbauten bezeichnete Rekonstruktionen von historischen Altstadthäusern. Als wertvollste Rekonstruktion und Prunkstück des Areals gilt das Haus zur Goldenen Waage. Für alle Neubauten galt eine 2010 erlassene Gestaltungssatzung, die unter dem Vorsitz von Christoph Mäckler entstanden war, ausschließlich steile Satteldächer zuließ und die Verwendung bestimmter Baumaterialien vorschrieb, die für Frankfurt regionaltypisch waren und sind, wie etwa Sandstein, Basaltlava (für die Sockel) und Naturschiefer. Die Baukosten wurden durch diese Auflagen so in die Höhe getrieben, dass die Kosten durch den Verkauf nicht gedeckt werden konnten und die Steuerzahler ein Defizit von 90 Millionen Euro tragen mussten.
Im Baugebiet liegt der Archäologische Garten mit zwischen 1953 und 1973 ausgegrabenen Überresten der römischen Niederlassung auf dem Domhügel und der karolingischen Königspfalz Frankfurt. Um die Ausgrabungen dauerhaft zu schützen und zugänglich zu halten und die zwei Meter Höhenunterschied zwischen dem Markt und der heutigen Bendergasse auszugleichen, entstand im Süden des Areals ein Ensemble aus fünf Gebäuden, das Stadthaus am Markt.
Die wesentliche kommunalpolitische Entscheidung für das Projekt fiel im September 2007 mit einem Beschluss der Stadtverordnetenversammlung. Dem gingen eine mehrjährige Planungsphase mit einem in Politik und Öffentlichkeit überwiegend negativ bewerteten Architekturwettbewerb voran sowie die Beteiligung von Öffentlichkeit und Bürgerinitiativen wie den Freunden Frankfurts. Insbesondere das bürgerliche Engagement führte zur altstadtorientierten Planung des Dom-Römer-Projekts. Die 35 Entwürfe der Neubauten wurden 2010/11 in mehreren Architektenwettbewerben mit mehr als 170 Teilnehmern ermittelt. Ende Januar 2012 fand die Grundsteinlegung statt. Ende 2017 waren alle Häuser von außen weitgehend fertiggestellt. Am 9. Mai 2018 wurden die Bauzäune entfernt und das neue Quartier der Öffentlichkeit vollständig zugänglich gemacht. Vom 28. bis 30. September 2018 fand ein dreitägiges Altstadtfest zur Eröffnung statt. Zwischen 250.000 und 300.000 Menschen kamen zu dem Bürgerfest nach Frankfurt. Im März 2019 erhielt das Frankfurter Dom-Römer-Projekt den renommierten internationalen MIPIM-Award.

## Vorgeschichte

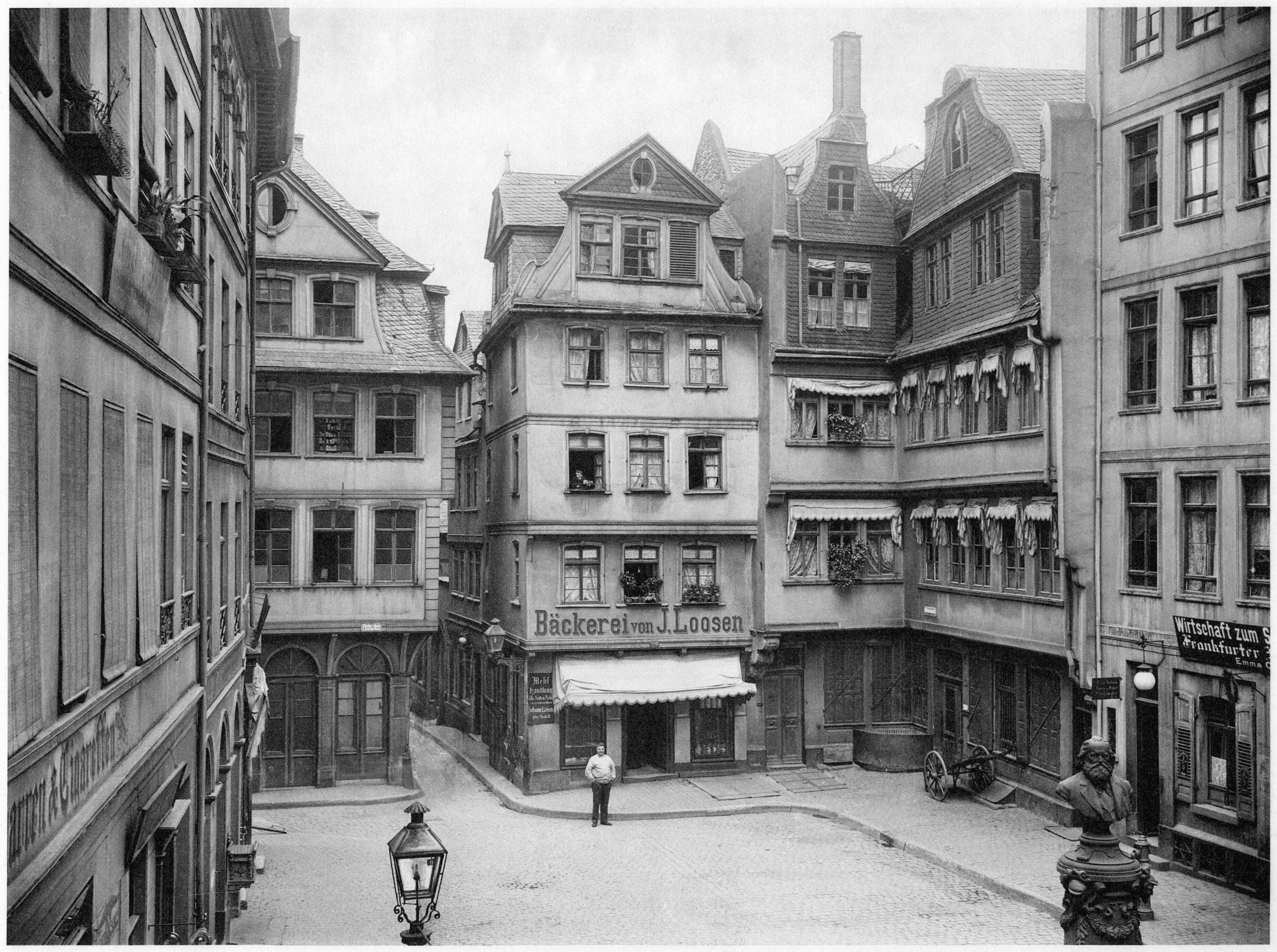
Zentrum des Dom-Römer-Areals: Der Hühnermarkt, 1903

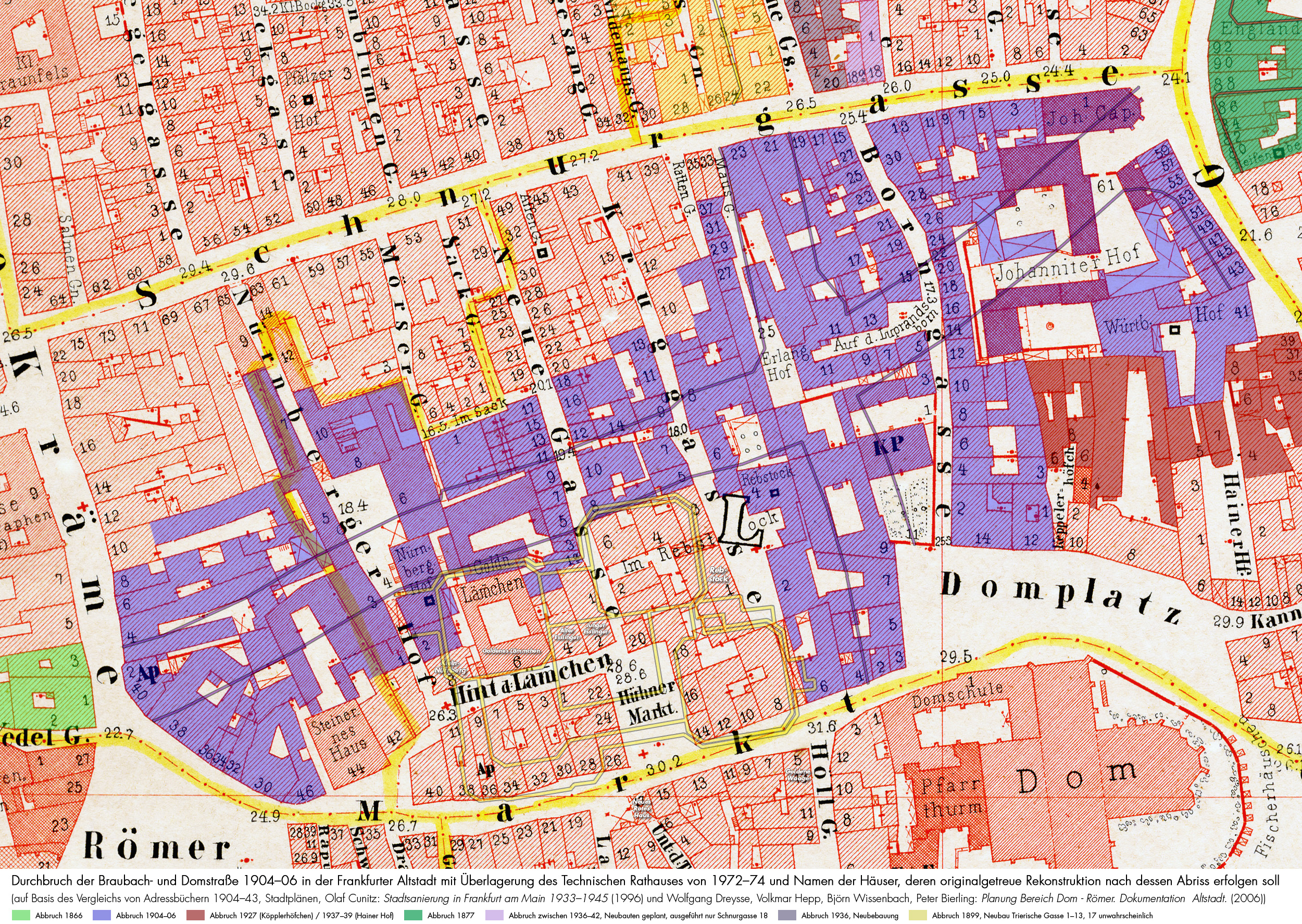
Altstadtbestand von 1862 mit Nachträgen bis 1944 und Überlagerungsdarstellung des Technischen Rathauses
(Chromolithografie von Friedrich August Ravenstein). Die gelb und grün markierten Bauten wurden bereits im 19. Jahrhundert abgerissen, die violett markierten im Rahmen des Altstadtdurchbruchs von 1904 für die Straßenbahnlinien durch die neu geschaffene Braubachstraße. Die dunkelrot markierten Bereiche wurden 1927 abgerissen.

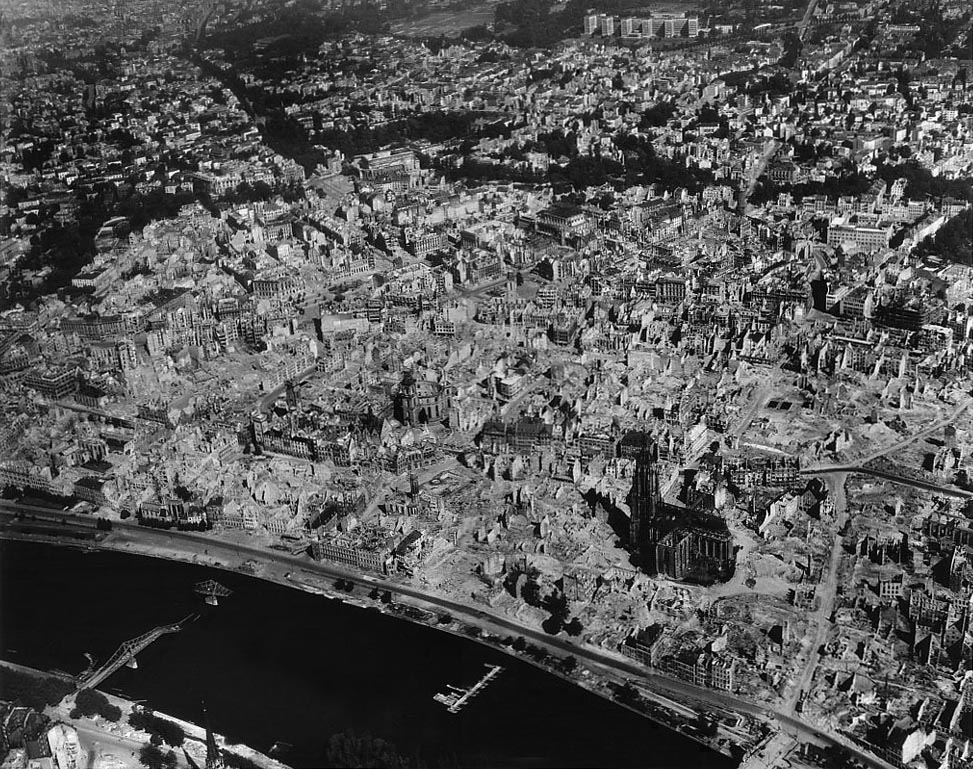
Die zerstörte Altstadt im Juni 1945

Im Zweiten Weltkrieg wurde die mittelalterliche Altstadt von Frankfurt am Main, bis dahin eine der besterhaltenen Mitteleuropas, durch Bombenangriffe nahezu komplett zerstört. Nur wenige Gebäude mit historischer Bausubstanz blieben erhalten, in der Nachkriegszeit wurden zudem weitere beschädigte Gebäude überwiegend zugunsten „autogerechter“ Verkehrsplanungen abgerissen. Sehr vereinzelt kam es zur äußerlichen Rekonstruktion von Bauwerken, der überwiegende Teil der einstigen Altstadt wurde unter weitgehender Aufgabe des historischen Straßennetzes im Stil der 1950er-Jahre neu bebaut.
Nur der Bereich zwischen Römerberg und Dom blieb nach der Enttrümmerung Brachland, über dessen Bebauung lange Zeit gestritten wurde. Währenddessen konnten Archäologen ab 1953 auf dem Areal unter den hochmittelalterlichen Schichten die Überreste einer römischen Niederlassung, aber auch jüngere Spuren, vor allem aus karolingischer Zeit freilegen. Damit galt eine jahrhundertelange Suche nach dem Ursprung der Stadt als beendet, wenngleich auch die zuvor nur durch Urkunden überlieferte Königspfalz Frankfurt nicht vom legendären Gründer Frankfurts, Karl dem Großen, sondern nach Befund erst von seinem Sohn, Ludwig dem Frommen, erbaut worden war.
1966 begann der Bau für die B-Strecke der Frankfurter U-Bahn zwischen Hauptbahnhof und Konstablerwache. Der Linienverlauf der neuen U-Bahn führte auch durch die Altstadt, mit einer Station unter dem bislang unbebauten und als Parkplatz genutzten Areal zwischen Dom und Römer. Beim Bau des U-Bahnhofs Dom/Römer 1970/71 nahm man aufgrund der offenen Bauweise in Kauf, einen großen Teil des noch nicht archäologisch untersuchten ältesten Frankfurter Siedlungsbodens zu vernichten.
Anschließend entstand 1972–1974 nach jahrelanger Diskussion auf dem Areal das Technische Rathaus als Sitz der technischen Ämter der Stadtverwaltung. Für den Aushub der Baugrube wurden an der Braubachstraße fünf Altstadthäuser abgerissen, die den Krieg überdauert hatten. Das im brutalistischen Baustil errichtete Gebäude stellte mit seinen gewaltigen Ausmaßen eine städtebauliche Dominante in der Altstadt dar, die keinerlei Rücksicht auf die sonstige, geschweige denn ehemalige kleinteilige Bebauung der Umgebung nahm. Die Baukosten betrugen insgesamt 93 Millionen DM.
Neben der U-Bahn errichtete man unter dem Dom-Römer-Areal auch ein zweigeschossiges unterirdisches Parkhaus, das sich in Ost-West-Richtung von der Domstraße bis vor die Römer-Fassade und in Nord-Süd-Richtung von der Braubachstraße bis zur Saalgasse hinzieht. Nach Abschluss der Bauarbeiten bildete die Decke der Tiefgarage das neue Platzniveau, das nun etwa zwei Meter über dem historischen Bodenniveau lag. Die aus der Frühzeit Frankfurts stammenden archäologischen Funde der Altstadtgrabung ab 1953, ebenfalls zunächst abgetragen, wurden konserviert und als Archäologischer Garten der Öffentlichkeit zugänglich gemacht.
1994 verkaufte die Stadt Frankfurt das Technische Rathaus für 148 Millionen DM an die Deutsche Immobilien Leasing (DIL), ein Tochterunternehmen der Deutschen Bank. Gleichzeitig wurde das Gebäude mit der Option an die Stadt zurückvermietet, dass die Stadt das Rathaus nach Auslaufen des Leasingvertrages im Jahr 2006 für 135 Millionen DM zurückerwerben könne, eine sogenannte Sale-Lease-Back-Vereinbarung.

## Planungsgeschichte

### 2004–2006

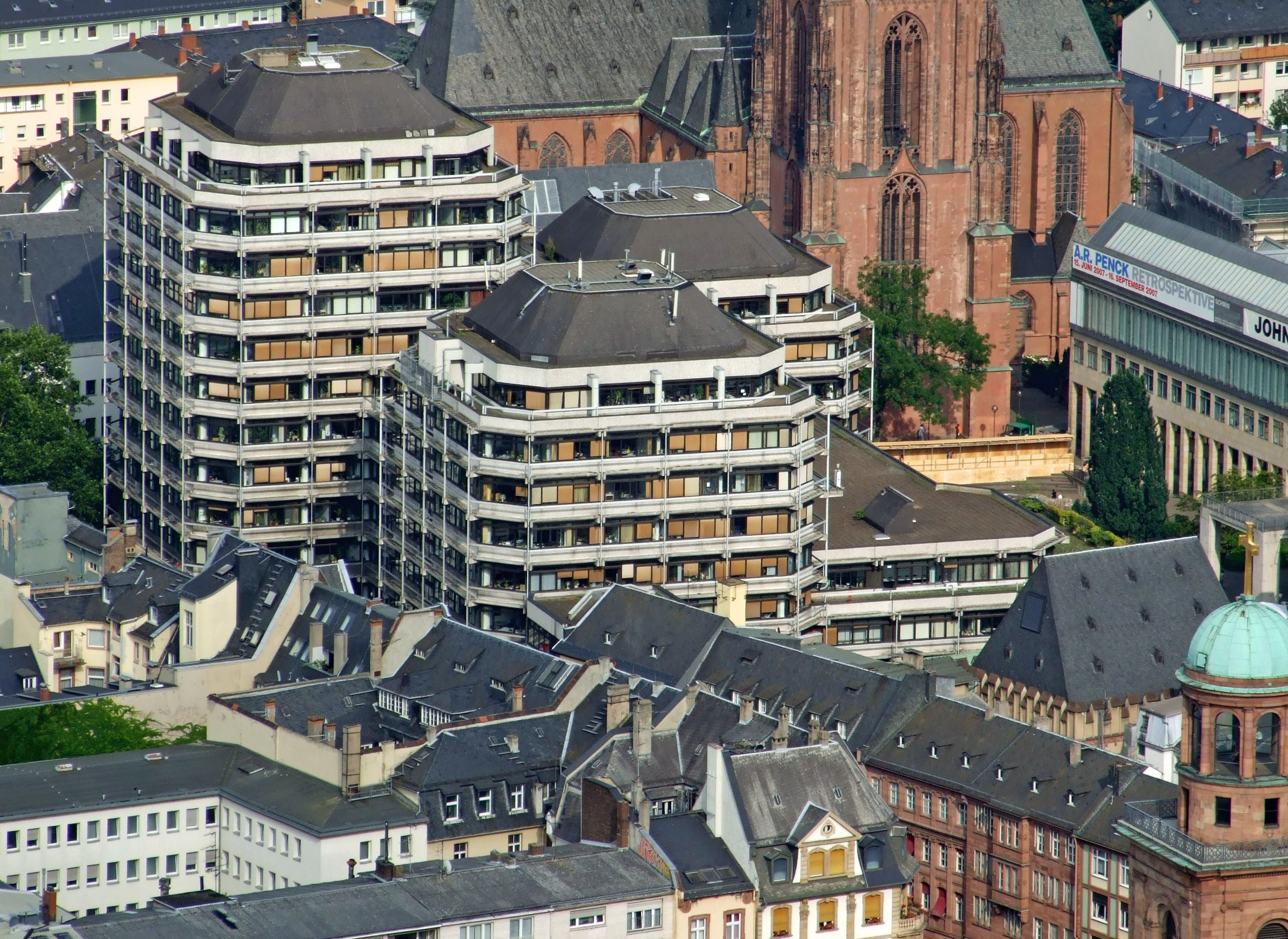
Technisches Rathaus, 2007

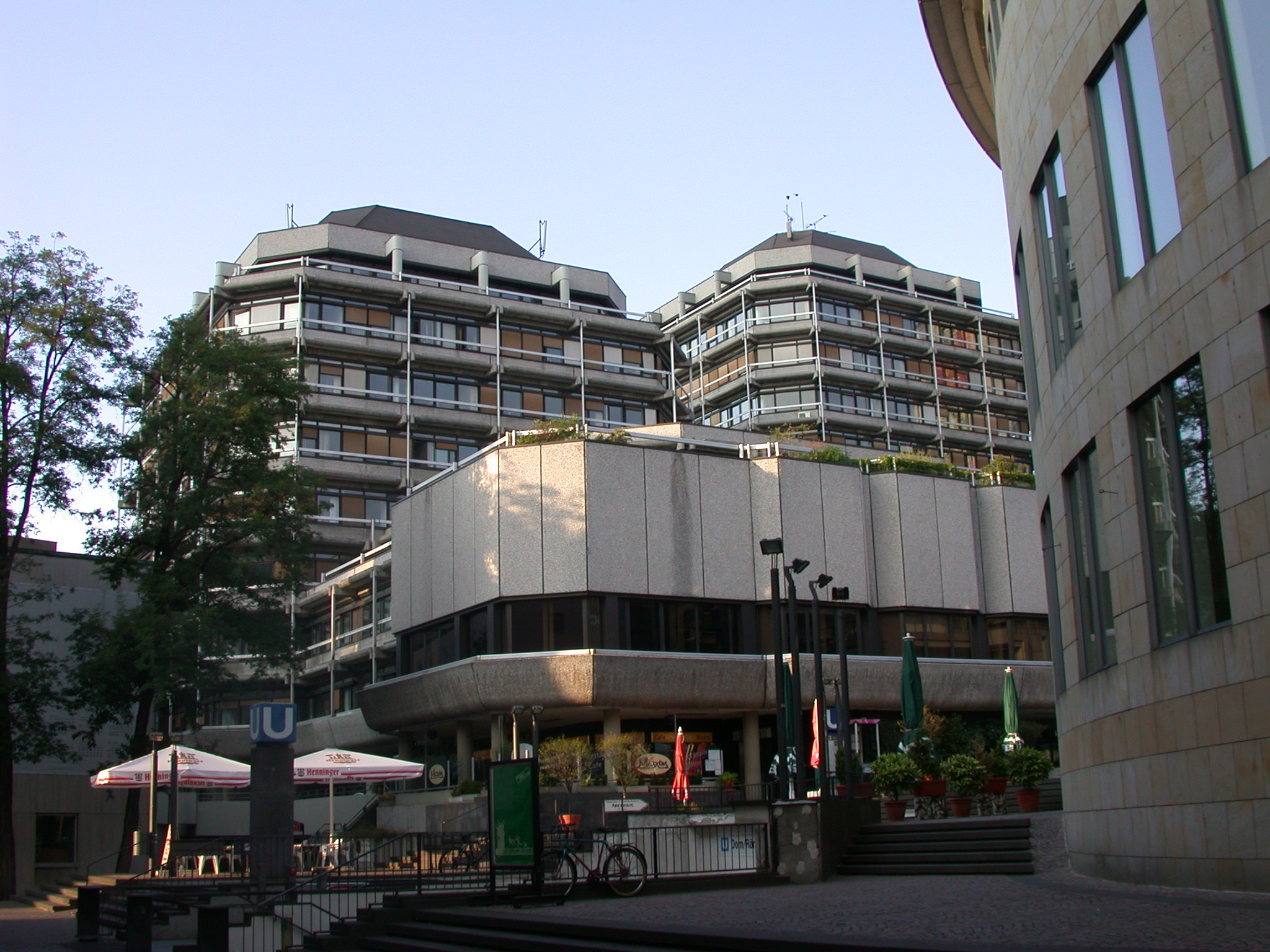
Die Fassaden des Technischen Rathauses, August 2003. Rechts der Rundbau der Schirn Kunsthalle.

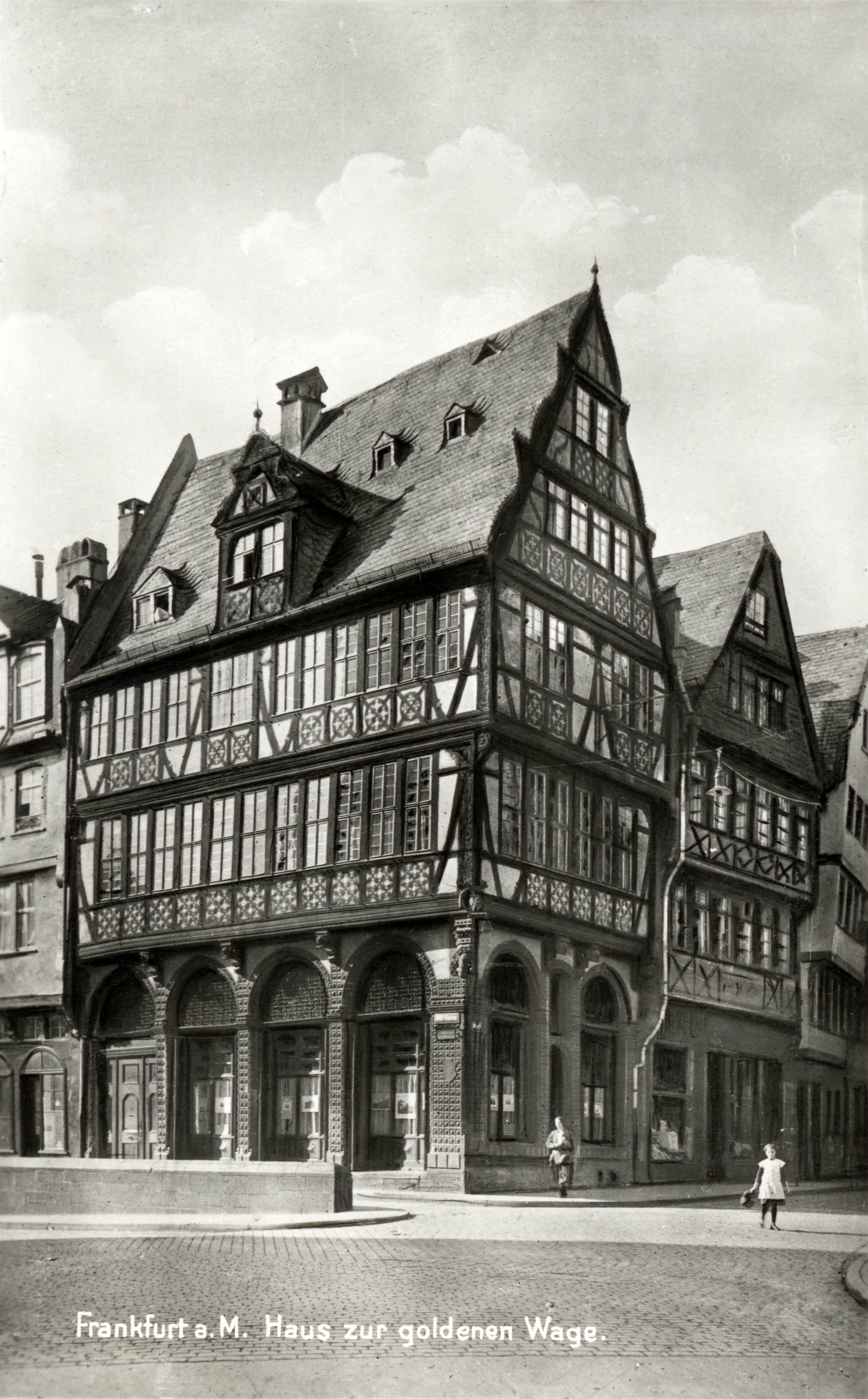
Haus zur Goldenen Waage, um 1900

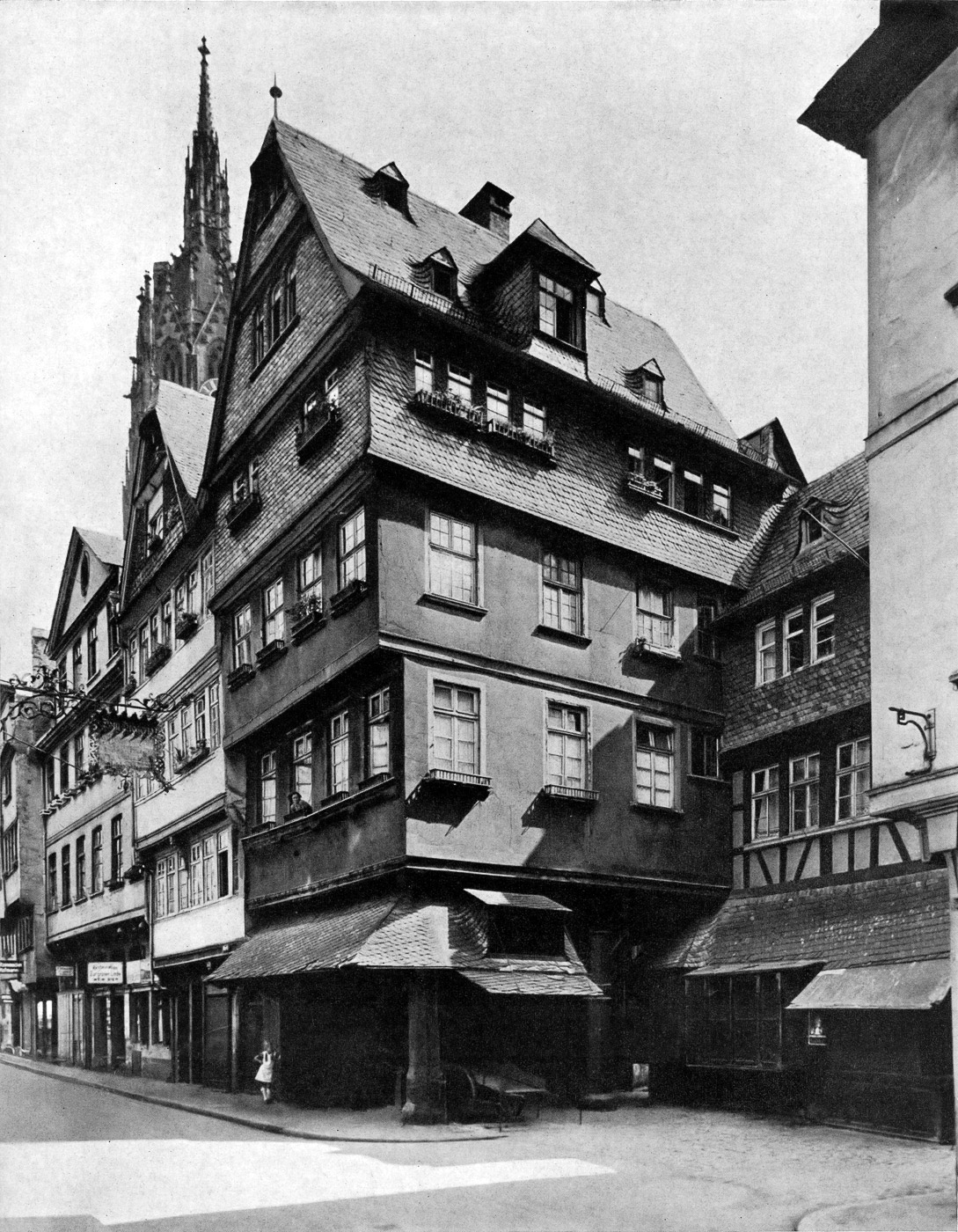
Neues Rotes Haus am Markt, um 1910

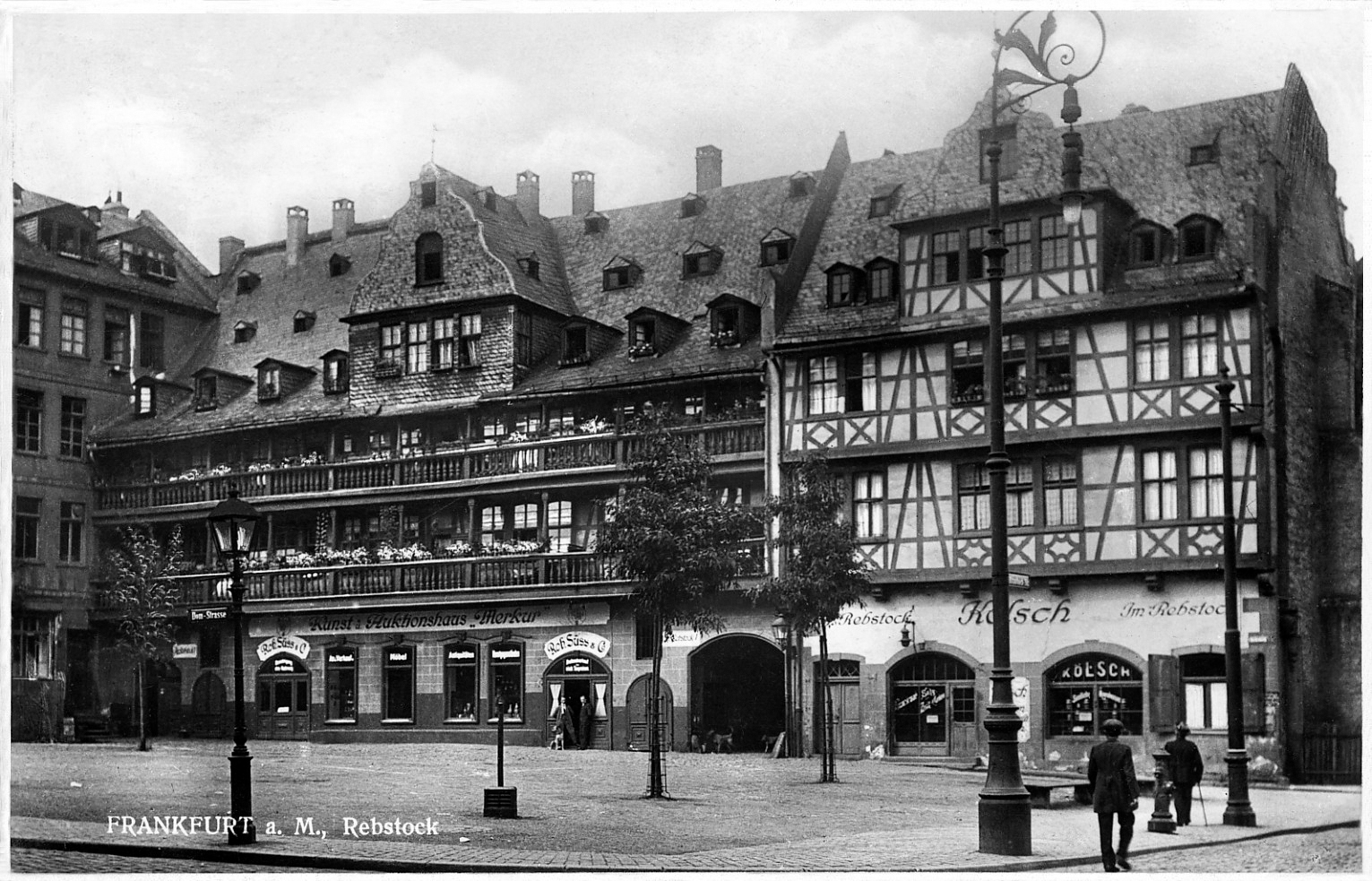
Haus Rebstock (links) und Braubachstraße 21, um 1910

Für den Umbau des Technischen Rathauses stellten die Projektentwickler Max Baum Immobilien und Groß & Partner im Auftrag des Eigentümers DIL Pläne für einen Umbau vor. Nach Plänen des Frankfurter Büros Stefan Forster Architekten sollte der Gebäudekomplex in zwei Häuser getrennt und dadurch eine Gasse von der Braubachstraße zum Rondell der Schirn Kunsthalle geschaffen werden. Für die Betonfassaden war völlige Neugestaltung mit einer Lochfassade aus Naturstein, für die künftige Nutzung im viergeschossigen Sockel die Stadtbibliothek sowie Läden und Restaurants vorgesehen. Darüber hinaus sollten in den drei Türmen etwa 160 Wohnungen geschaffen werden. Der Leasing-Vertrag mit der Stadt hätte unter der Vorgabe der modifizierten Nutzung des Gebäudes auf 20 Jahre verlängert werden können.
Einen anderen Ansatz verfolgte Dominik Mangelmann, der 2004 eine Realisierungsstudie für eine historische Rekonstruktion der Frankfurter Altstadt erstellte, jedoch mit dem Abriss des Technischen Rathauses. Die Stadtverordneten beschlossen daraufhin im Dezember 2004 die Durchführung eines städtebaulichen Ideenwettbewerbs, in dem beide Varianten (Umbau oder Abriss mit anschließender kleinteiliger Bebauung) durchgespielt werden sollten. In diesem Zusammenhang waren auch Stimmen zu hören, „angelehnt an die kleinteilige gotische Struktur der Altstadt, dort auch eine Kleinteiligkeit in der Bebauung [zu] erreichen“. Stellte dies schon ein ungewöhnliches Vorgehen dar, so kam erschwerend hinzu, dass für die künftige Nutzung des Areals keine Vorgaben gemacht wurden. Gegen dieses Vorgehen wandte sich die Architektenkammer in Wiesbaden, die die Pflicht zur Vorlage von zwei Entwürfen für unpraktikabel hielt und eine eindeutige Entscheidung der Politiker forderte. Die ursprünglich für Januar 2005 angekündigte Ausschreibung des Wettbewerbs erfolgte schließlich nicht.
Im Mai 2005 beschloss das Viererbündnis im Römer, bestehend aus CDU, SPD, FDP und Grünen, die Umbau-Variante nicht weiter zu verfolgen. Für den städtebaulichen Wettbewerb wurden dann folgende Vorgaben festgesetzt: Kleinteilige Bebauung, deren Fassaden und Dächer sich harmonisch in die Altstadtbebauung einfügen, Unterbringung von 20.000 m² Bruttogeschossfläche innerhalb der Grundstücksgrenzen des Technischen Rathauses, Überbauung des Archäologischen Gartens mit 7.000 m², weiterhin öffentlich zugängliche Nutzung des Archäologischen Gartens mit den Überresten der Königspfalz sowie die Wiederherstellung des Marktes als Straßenzug zwischen Dom und Römer. Der plakative Name Krönungsweg für den Markt leitet sich von den insgesamt 10 Kaiserkrönungen ab, die zwischen 1562 und 1792 in Frankfurt stattfanden. An dem städtebaulichen Wettbewerb beteiligten sich 20 Büros.
Im Juli 2005 einigten sich die Stadt und die DIL auf neue Vertragsmodalitäten nach dem Abriss des Technischen Rathauses. Diese sahen vor, dass die Stadt das Grundstück nicht zurückkauft, sondern dass das Leasing-Modell fortgesetzt wird.
Im August 2005 legten die Freien Wähler im Römer einen Antrag vor, der für das geplante Dom-Römer-Areal eine Annäherung an die historischen Gassen und Plätze sowie die Rekonstruktion einiger städtebaulich bedeutender Gebäude, etwa das Haus zur Goldenen Waage oder das Haus zum Esslinger (auch bekannt als Junger Esslinger oder Haus der Tante Melber), forderte. Der im September 2005 gekürte Siegerentwurf des Frankfurter Büros KSP Engel und Zimmermann erfüllte jedoch nur wenige dieser Forderungen. So wurde der „Krönungsweg“ nicht entlang des Straßenverlaufs des Markts, den sogar der Bau des Technischen Rathauses von 1972 weitgehend respektierte, trassiert, sondern in einer schnurgeraden Diagonalen vom Steinernen Haus zum Domturm. Die überplanten Flächen des Technischen Rathauses und des Archäologischen Gartens wurden erneut mit Großbauten besetzt, zur Braubachstraße sollte ein Wohnkomplex mit drei Innenhöfen entstehen. In Höhe des Archäologischen Gartens war neben einem schmalen Gebäude ein trapezförmiger Platz vorgesehen, den es ebenso wie die auf den Domturm zulaufende Diagonale nie in der Frankfurter Stadtbaugeschichte auch nur in ähnlicher Form gegeben hatte.
Bei der Präsentation des Entwurfs hob Planungsdezernent Edwin Schwarz (CDU) allerdings hervor, dass es sich lediglich um einen Vorschlag handele, wie die geforderte Baumasse zu verteilen sei: „Was hier zu sehen ist, wird so nicht gebaut werden“. Über die endgültige Gestaltung würden weitere Architekturwettbewerbe entscheiden. Weiterhin sprach sich Schwarz dagegen aus, einzelne historische Gebäude zu rekonstruieren, da diese dann neben modernen Gebäuden stehen würden. Eine Entscheidung, ob die Stadt das Leasingmodell mit der DIL verlängere oder die Option des Rückkaufes wahrnehmen werde, sei noch nicht gefallen, so Schwarz.
Der Siegerentwurf wurde kontrovers diskutiert, insbesondere die Verlegung des „Krönungsweges“, die als zu massig empfundenen Gebäude sowie deren flache Dächer, die nicht mit den Satteldächern der Altstadt harmonieren, wurden kritisiert. Auch von Seiten der Stadtverordneten wurden Stimmen laut, den Entwurf deutlich zu überarbeiten und stärker an das historische Vorbild anzulehnen. Im September 2005 schlugen die Altstadtfreunde und die Frankfurter SPD vor, die Entscheidung über die Gestaltung des Dom-Römer-Areals den Bürgern zu überlassen und einen Bürgerentscheid zu veranstalten. Demnach sollten zwei oder drei konkurrierende Entwürfe mit einerseits historischer bzw. historisierender und andererseits angepasster neu gestalteter Bebauung erarbeitet werden.
Im Oktober 2005 präsentierten die Freien Wähler unter dem Titel „Eine Altstadt für Frankfurts Seele“ in einer öffentlichen Veranstaltung das Konzept von Dominik Mangelmann für einen historisch genauen Wiederaufbau alter Häuser, Gassen und Plätze. Im November 2005 stellte die CDU ihr Programm für den Kommunalwahlkampf im folgenden Jahr vor und bekannte sich darin zu einer Bebauung, die sich „so genau wie möglich“ an die historischen Gegebenheiten anpasse.
Im Dezember 2005 wurde auf Bestreben der CDU ein Sonderausschuss für die Altstadtbebauung ins Leben gerufen, einen ähnlichen Ausschuss hatte es bereits Anfang der 1980er-Jahre bei den Planungen für den Wiederaufbau der Römerberg-Ostzeile (Samstagsberg) gegeben. Dabei wurde klar, dass sich die Fraktionen im Römer im Großen und Ganzen auf eine gemeinsame Linie verständigen konnten: Die möglichst genaue Wiederherstellung des historischen Grundrisses mit seinen Gassen, Plätzen und Höfen, sowie die Rekonstruktion einzelner, städtebaulich bedeutsamer Häuser.
In einem Interview mit der Frankfurter Allgemeinen Zeitung schlug Oberbürgermeisterin Petra Roth (CDU) vor, vier Gebäude, darunter das Haus zur Goldenen Waage und das Neue Rote Haus, A1 zu rekonstruieren, allerdings war Roth der Meinung, dass man diese nicht an ihrem originalen Standort wieder aufbauen könne. Es sei daher zu überlegen, ob man diese Gebäude nebeneinander oder an anderen Stellen anordne. Im Mai 2006 stellte ein vom Bund Deutscher Architekten (BDA) in Hessen organisierter Workshop Architekturmodelle auf Grundlage des KSP-Siegerentwurfs vor. Insgesamt 50 Architekten entwarfen dafür Vorschläge für 20 zu bebauende Parzellen, wobei die Bandbreite der Entwürfe von modernen Gebäuden mit hohem Glasanteil bis hin zu modernen Interpretationen von Fachwerkhäusern (ähnlich den in den 1980er-Jahren erbauten Häusern in der Saalgasse) reichte.
Im Juni 2006 wurde bekannt, dass der Abriss des Technischen Rathauses frühestens 2008 beginnen könne, da sich der Umzug der dort befindlichen Ämter wegen Umbauten in der neuen Niederlassung verzögern werde. Anfang September 2006 entschied die schwarz-grüne Koalition im Römer, entgegen früheren Verlautbarungen, den Rückkauf des Technischen Rathauses zum 1. April 2007 und damit die Beendigung des Leasingvertrages mit der DIL. Weiterhin wurde eine Arbeitsgruppe eingesetzt, die ein Nutzungskonzept für das Areal vorlegen sollte.
Um die Bürger an der Planung zu beteiligen, wurde im Herbst 2006 von der Stadt eine Planungswerkstatt mit etwa 60 Teilnehmern durchgeführt. An der ersten Wochenendveranstaltung im Oktober nahmen je zu einem Drittel Bürger teil, die aus Initiativen und Vereinen kamen, die von den Fraktionen der Stadtverordnetenversammlung vorgeschlagen und die per Los ausgewählt wurden. Nach der Einführung mit Vorträgen und Rundgängen arbeitete man in Gruppen zu den Themen Nutzung der Baugrundstücke und ihre Parzellierung, Überbauung des Archäologischen Gartens, Rekonstruktion von Altstadthäusern und Gestaltungsleitlinien für die Gebäude. In der zweiten Veranstaltung im Dezember erörterten dieselben Teilnehmer das überarbeitete städtebauliche Konzept. Die Empfehlungen der Gruppen flossen in die folgenden Eckpunkte ein.
Im November 2006 präsentierte die schwarz-grüne Koalition Eckpunkte für die künftige Altstadtbebauung: Weitgehende Wiederherstellung des historischen Stadtgrundrisses, Rekonstruktion von vier Gebäuden (Haus zur Goldenen Waage, Neues Rotes Haus, Haus zum Esslinger und Goldenes Lämmchen) am historischen Standort durch die Stadt selbst, sowie Gestaltungsrichtlinien für die übrigen Häuser. Als Nutzung wurde ein hoher Wohnanteil angestrebt, der Archäologische Garten sollte kleinteilig überbaut werden und öffentlich zugänglich bleiben.

### 2007–2010
Am 1. April 2007 ging das Grundstück des Technischen Rathauses für rund 72 Millionen Euro wieder in städtischen Besitz über. Im Mai 2007 wurde bekannt, dass die Koalition die Anzahl der zu rekonstruierenden Gebäude auf sechs bis sieben erhöht hat: Zusätzlich sollen die Häuser Klein-Nürnberg und Alter Esslinger wieder errichtet werden und damit die komplette Häuserreihe nördlich der Gasse Hinter dem Lämmchen. Außerdem wurde festgelegt die Möglichkeit einer Rekonstruktion des Hauses Rebstock zunächst zu prüfen.
Einer entsprechenden Magistratsvorlage, die auch die Rekonstruktion weiterer Gebäude vorsieht, sofern sich dafür private Investoren finden, stimmten die Stadtverordneten im September 2007 zu. Für die Bauzeit wurden fünf Jahre angesetzt, wobei der Abriss des Technischen Rathauses nicht vor Mitte 2009 beginnen könne. Für die Überbauung des Archäologischen Gartens wurde ein eigener Architekturwettbewerb angestrebt. Die Bebauung sollte aus einer Hand erfolgen, da durch die unter dem Gelände liegende Tiefgarage und den U-Bahnhof Dom/Römer eine komplizierte Baustellenlogistik erforderlich ist.
Im November 2008 wurde bekannt, dass die Vergabe der Bauleistungen für das Dom-Römer-Areal europaweit ausgeschrieben werden sollte, nachdem die Stadt zunächst eine Direktvergabe an die Frankfurter Aufbau AG und die OFB Projektentwicklung favorisiert hatte. Die geplante Ausschreibung wurde allerdings gestoppt, als bekannt wurde, dass technische Probleme beim Abriss des Technischen Rathauses zu erwarten seien: So sei nur bei einem Abriss bis zum Erdgeschoss gewährleistet, dass der unter dem Gebäude liegende U-Bahn-Tunnel nicht durch Grundwasser überschwemmt würde, bei einem Total-Abriss drohe Gefahr, wenn nicht zugleich mit der Neubebauung begonnen werde. Auch seien zentrale Probleme wie die Verlegung der Zugänge zur U-Bahn bei der Neubebauung noch ungelöst.
Im März 2009 gab die Stadt Frankfurt dann bekannt, doch von einer europaweiten Ausschreibung abzusehen und stattdessen eine städtische Projektgesellschaft mit dem Neubauvorhaben zu betreuen. Nach Auffassung der Stadt seien die rechtlichen Vorgaben, die eine europaweite Ausschreibung vorschreiben, bei dem nun gewählten Vergabeweg nicht anwendbar, da sich die noch zu gründende Projektgesellschaft vollständig im Besitz der Stadt befinden wird. Der Auszug der städtischen Ämter aus dem Technischen Rathaus sei nun im Herbst 2009 vorgesehen, 2010 solle der Abriss dann beginnen.
Im Juli 2009 wurde ein Architekturwettbewerb für die Überbauung des Archäologischen Gartens, „Stadthaus am Markt“ genannt, ausgelobt, außerdem wurde mit der Dom-Römer GmbH eine städtische Gesellschaft für die Entwicklung des Dom-Römer-Areals gegründet. Nach einer ersten Kostenschätzung der Dom-Römer GmbH lagen die Kosten für die Altstadtbebauung bei 95 Millionen Euro, wovon allein 20 Millionen auf den Abriss des Technischen Rathauses entfielen.
Im Dezember 2009 wurde der Entwurf des Architekturbüros Prof. Bernd Winking Architekten für das „Stadthaus am Markt“ mit dem 1. Preis ausgezeichnet. Dieser sah ein kompaktes Gebäude über dem Archäologischen Garten vor, jedoch sollte der Entwurf in Abstimmung mit dem Planungsamt der Stadt Frankfurt noch überarbeitet werden. Die insgesamt vier Preisträger des Wettbewerbs für das „Stadthaus am Markt“ wurden durch die Stadt aufgefordert ihre Entwürfe zu überarbeiten. Damit wurde klargestellt, dass der mit dem ersten Preis ausgezeichnete Entwurf nicht zwangsweise umgesetzt werden wird.
Im März 2010 teilte die Stadt mit, nachdem die Überprüfung einer Rekonstruktion des Hauses Rebstock ein positives Ergebnis ergeben hatte, dass sie auch das Nachbargebäude Braubachstraße 21 rekonstruieren werde. Damit stieg die Zahl der von der Stadt finanzierten Rekonstruktionen auf acht, nämlich Markt 5 (Haus zur Goldenen Waage), Markt 17 (Neues Rotes Haus), Hinter dem Lämmchen 2 (Haus zum Esslinger), Hinter dem Lämmchen 4 (Alter Esslinger), Hinter dem Lämmchen 6 (Goldenes Lämmchen), Hinter dem Lämmchen 8 (Klein-Nürnberg), Braubachstraße 19 (Haus Rebstock) und Braubachstraße 21.
Bei 15 weiteren Gebäuden hielt die Dom-Römer GmbH eine Rekonstruktion anhand der vorliegenden Dokumentation zunächst für machbar, sofern sich private Investoren fänden. Später wurde die Zahl der zusätzlich möglichen Rekonstruktionen jedoch auf neun gesenkt, nämlich Hühnermarkt 18 (Haus Schildknecht), Hühnermarkt 20 (Zur Flechte), Hühnermarkt 22 (Goldene Schere), Hühnermarkt 24 (Eichhorn), Hühnermarkt 26 (Schlegel), Markt 13 (Grüne Linde), Markt 15 (Altes Rotes Haus), A2 Markt 28 (Würzgarten) sowie Braubachstraße 27. Die Frist für Interessenten, um ein Grundstück im Dom-Römer-Bereich zu erwerben, endete am 31. Juli 2010.

### 2010–2012
Am 12. Juni 2010 trat die Gestaltungssatzung für das Dom-Römer-Areal in Kraft. Diese beschrieb Richtlinien für die Gliederung und Gestaltung von Fassaden und Dächern sowie die Verwendung von Materialien. Grundsätzlich waren nur steil geneigte Satteldächer mit mindestens 55 Grad Neigung zulässig.
Im August 2010 wurde ein offener Architekturwettbewerb für die Neubauten auf dem Dom-Römer-Areal ausgeschrieben. Insgesamt 56 Architekturbüros wurden für die Teilnahme ausgewählt und sollten Neubau-Entwürfe für insgesamt 27 Parzellen erarbeiten. Zusammen mit den acht Parzellen, die fest für die städtischen Rekonstruktionen eingeplant waren, sollten damit insgesamt 35 Gebäude auf dem Areal errichtet werden.
Im September 2010 wurde schließlich nach einer Überarbeitungsrunde das zunächst viertplatzierte Architekturbüro Meurer Architekten mit einem überarbeiteten Entwurf für das „Stadthaus am Markt“ ausgewählt. Der Entwurf sah vor, fast den gesamten Archäologischen Garten zu überbauen, und rückte das Gebäude nahe an den Dom heran. Um ein kleinteiliges Erscheinungsbild zu wahren, wurde die Baumasse als Ensemble von fünf Gebäuden konzipiert.
Im März 2011 wurden die Ergebnisse des Architekturwettbewerbs für die Neubauten auf dem Dom-Römer-Areal vorgestellt. Insgesamt wurden 24 erste und 12 zweite Preise vergeben, dazu 13 Anerkennungen. Parzellen, bei denen mehr als ein Preis vergeben wurde, wurden erneut beurteilt. Bei zwei Parzellen, Markt 7 und Markt 40, wurden keine Preise vergeben. Im April 2011 wurden die Entwürfe in der Frankfurter Paulskirche öffentlich ausgestellt, zeitgleich die Planungsleistungen für die acht städtischen und die neun optionalen Rekonstruktionen ausgeschrieben. Für die beiden Parzellen Markt 7 und Markt 40 lobte die Dom-Römer GmbH im Juli 2011 einen weiteren Wettbewerb aus, aus dem im Oktober 2011 ein erster und drei zweite Preise hervorgingen, dazu zwei Anerkennungen.
Am 24. Januar 2012 präsentierte die Dom-Römer GmbH die Ergebnisse, welche Architekten für die Bebauung des Dom-Römer-Areals ausgewählt wurden und damit erstmals eine Übersicht über die künftige Gestalt der Altstadt. Neben den acht städtischen Rekonstruktionen konnten Käufer für sieben der neun optionalen Rekonstruktionen gefunden werden. Lediglich die Bauherren der Parzellen Hühnermarkt 18 (Haus Schildknecht) und Braubachstraße 27 entschieden sich für Neubauten. Insgesamt sollten somit 15 Rekonstruktionen und 20 Neubauten entstehen. Der Hühnermarkt als zentraler Platz der neuen Altstadt wurde an drei Seiten rekonstruiert. Bei den Neubauten, die sich harmonisch in das Ensemble der Altstadt einfügen, aber dennoch als Gebäude des 21. Jahrhunderts erkennbar sein sollten, setzten sich die Architekten durch, die 2011 mit ersten Preisen ausgezeichnet worden waren. Gegen die Wettbewerbsergebnisse formierte sich 2013 eine Bürgerinitiative und versuchte erfolglos mit Hilfe eines Bürgerentscheides mehr Rekonstruktionen durchzusetzen.
Im Februar 2012 legte die Haushaltskoalition der schwarz-grünen Stadtregierung eine Liste mit Sparvorschlägen vor, die u. a. einen vorläufigen Verzicht auf den Bau des „Stadthauses am Markt“ enthielt. Der Vorschlag löste gemischte Reaktionen aus: Die Bürgerinitiative SOS Dompanorama, die sich für die Erhaltung des freien Blicks vom Römerberg zum Dom einsetzt, begrüßte die Entscheidung, während andere, etwa Michael Guntersdorf, Geschäftsführer der Dom-Römer GmbH, dadurch das Altstadt-Projekt insgesamt in Gefahr sahen. Wegen der notwendigen Ausgaben für unverzichtbare technische Bauwerke und Außenanlagen hätte ein Verzicht auf das Stadthaus eine Haushaltseinsparung von nur maximal 8 Millionen Euro zur Folge gehabt.

## Baugeschichte

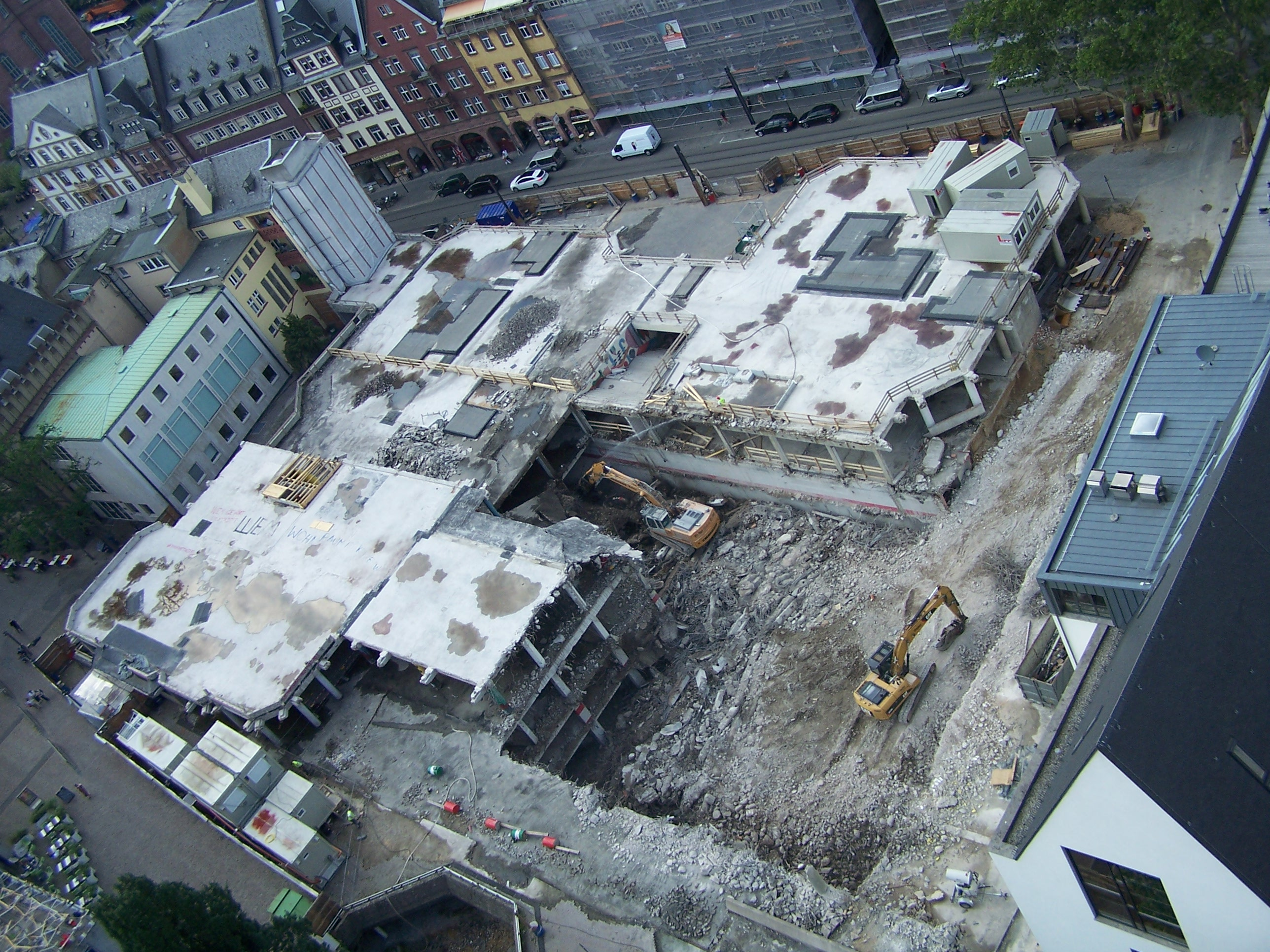
Dom-Römer-Areal mit den Resten des Technischen Rathauses (August 2011)

Anfang April 2010 startete mit dem ersten Baggerbiss offiziell der Abriss des Technischen Rathauses. Bis November 2010 wurde das Gebäude zunächst nur bis zum Erdgeschoss abgetragen, anschließend die zweigeschossige Tiefgarage für den Abriss vorbereitet, wobei die gesamte Haustechnik entfernt wurde. Von Mai 2011 bis Anfang 2012 wurde der Rest des Gebäudes abgerissen.
Am 23. Januar 2012 wurde symbolisch der Grundstein für die Bebauung des Dom-Römer-Areals gelegt. Mit der Grundsteinlegung begannen die Arbeiten an der Bodenplatte für die künftige Altstadtbebauung. Die Gebäude stehen auf der Decke des 1970–1972 gebauten, zweigeschossigen unterirdischen U-Bahnhofs und Parkhauses Dom-Römer. Aus logistischen Gründen wurde das Dom-Römer-Areal von Süd nach Nord gebaut, als südlichstes Gebäude entstand zunächst das Stadthaus am Markt. Das Denkmalamt ließ im Mai 2012 untersuchen, ob sich im östlichen Bereich des Archäologischen Gartens weitere wichtige Bodendenkmäler befinden. Dabei wurden weitere Teile der karolingischen Königspfalz entdeckt, die in die Planungen für das Stadthaus miteinbezogen wurden. Im August 2012 wurde der sogenannte Schirn-Tisch, ein Anbau an die Kunsthalle Schirn, abgerissen, um mehr Platz für die neue Altstadt zu schaffen. Während der Gründungsarbeiten für das Stadthaus und die südliche Häuserzeile am Markt wurde der Archäologische Garten in Geotextilie eingepackt, mit einem kiesartigen Material aufgefüllt und mit einer Betonschicht bedeckt.
Im Frühjahr 2013 waren die Gründungsarbeiten am Stadthaus abgeschlossen und der Archäologische Garten wieder freigelegt. Im Mai 2013 begann der Rohbau des Stadthauses. Die ursprünglich für 2014 vorgesehene Fertigstellung des Stadthauses verzögerte sich bis Ende 2015, die Fertigstellung des gesamten Dom-Römer-Areals war damals für 2017 geplant. Im Dezember 2015 wurde bekannt, dass die Baukosten des Projekts nicht bei 170 Millionen Euro liegen, sondern sich nach einer erneuten Schätzung auf 185,7 Millionen Euro belaufen werden. Das Stadthaus wurde schließlich im Juni 2016 eröffnet.

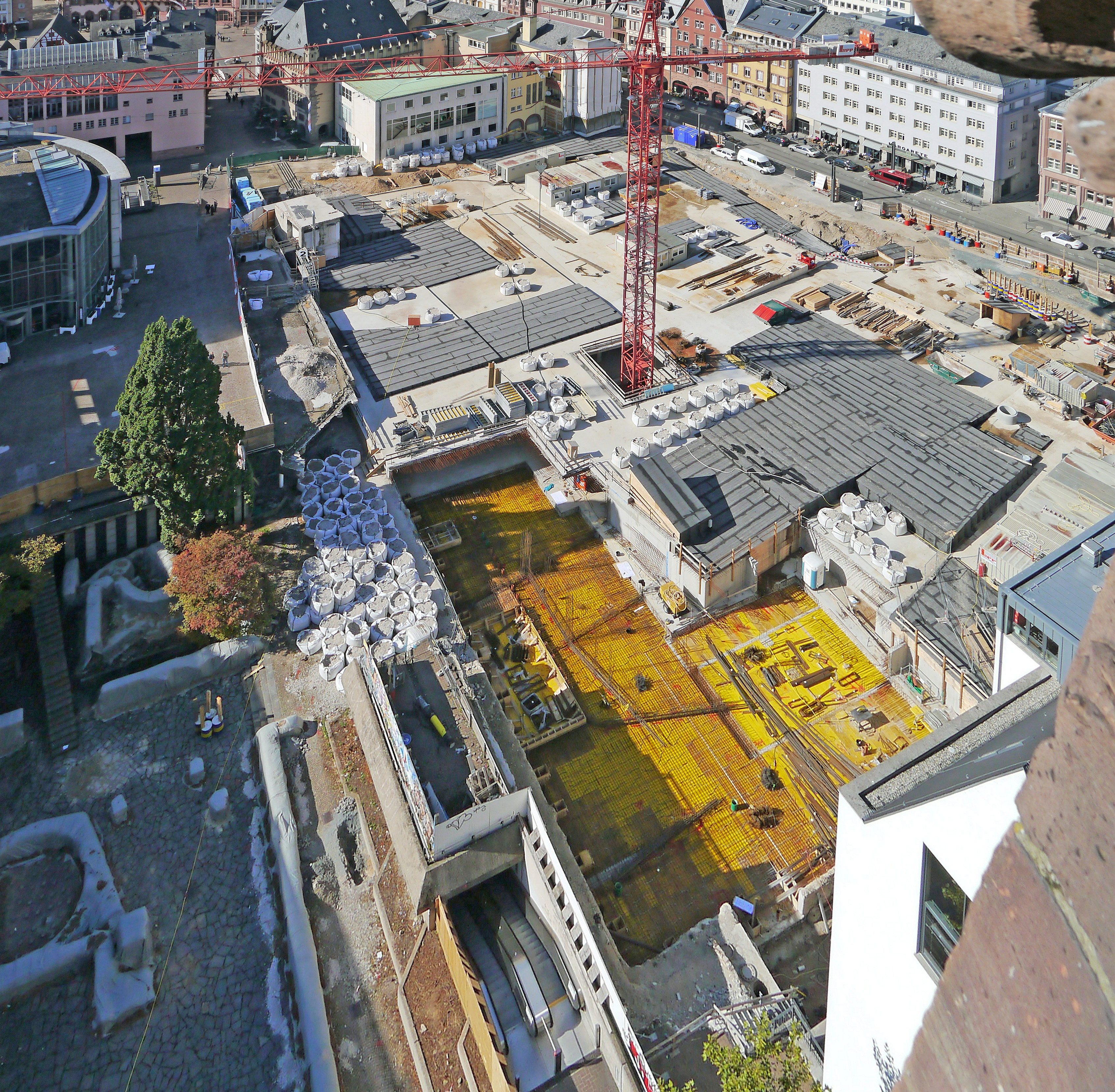
Bauplatz des Dom-Römer-Areals, vom Kaiserdom gesehen (Oktober 2012)
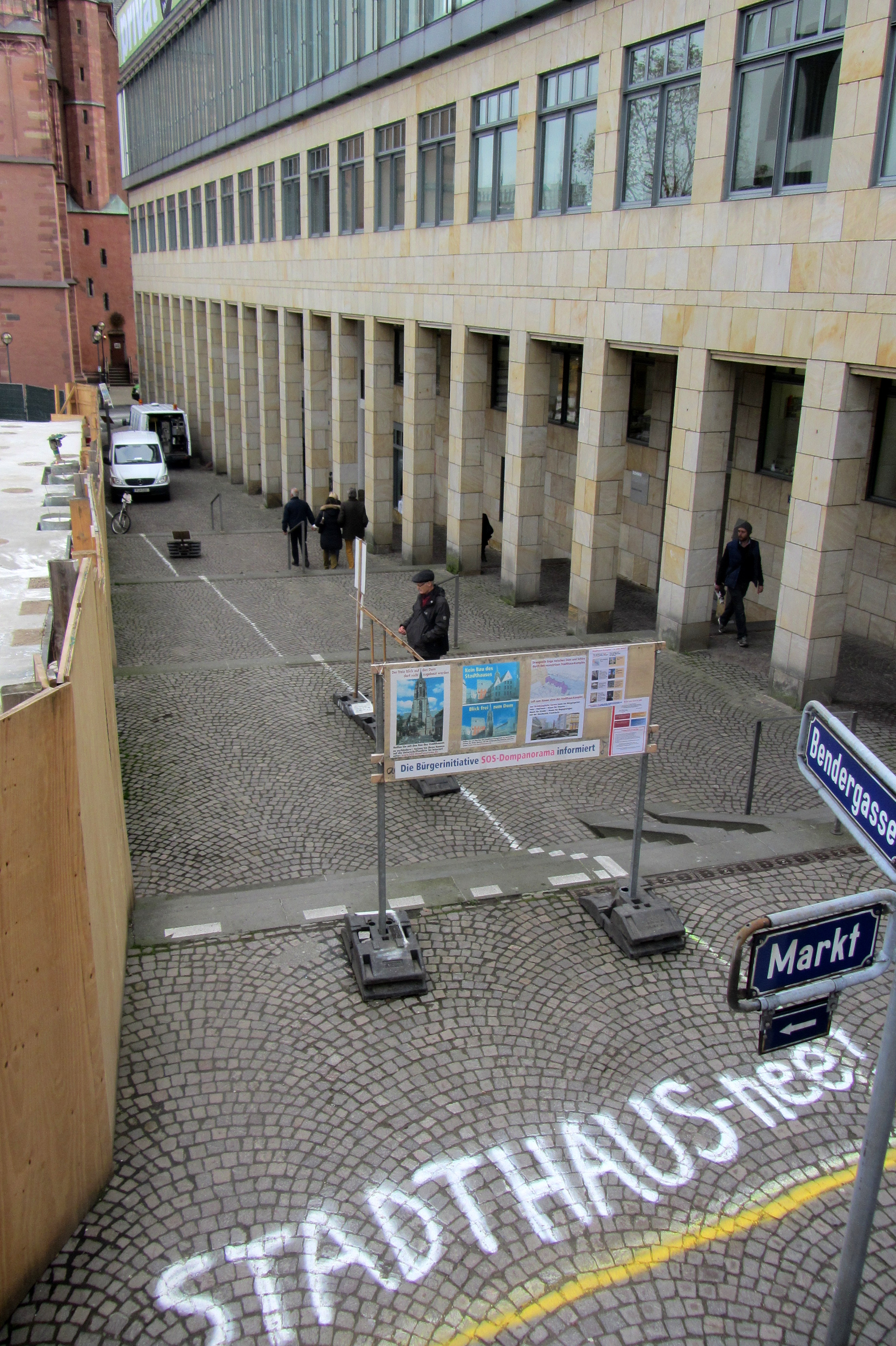
Proteste gegen den Bau des Stadthauses (Herbst 2012)
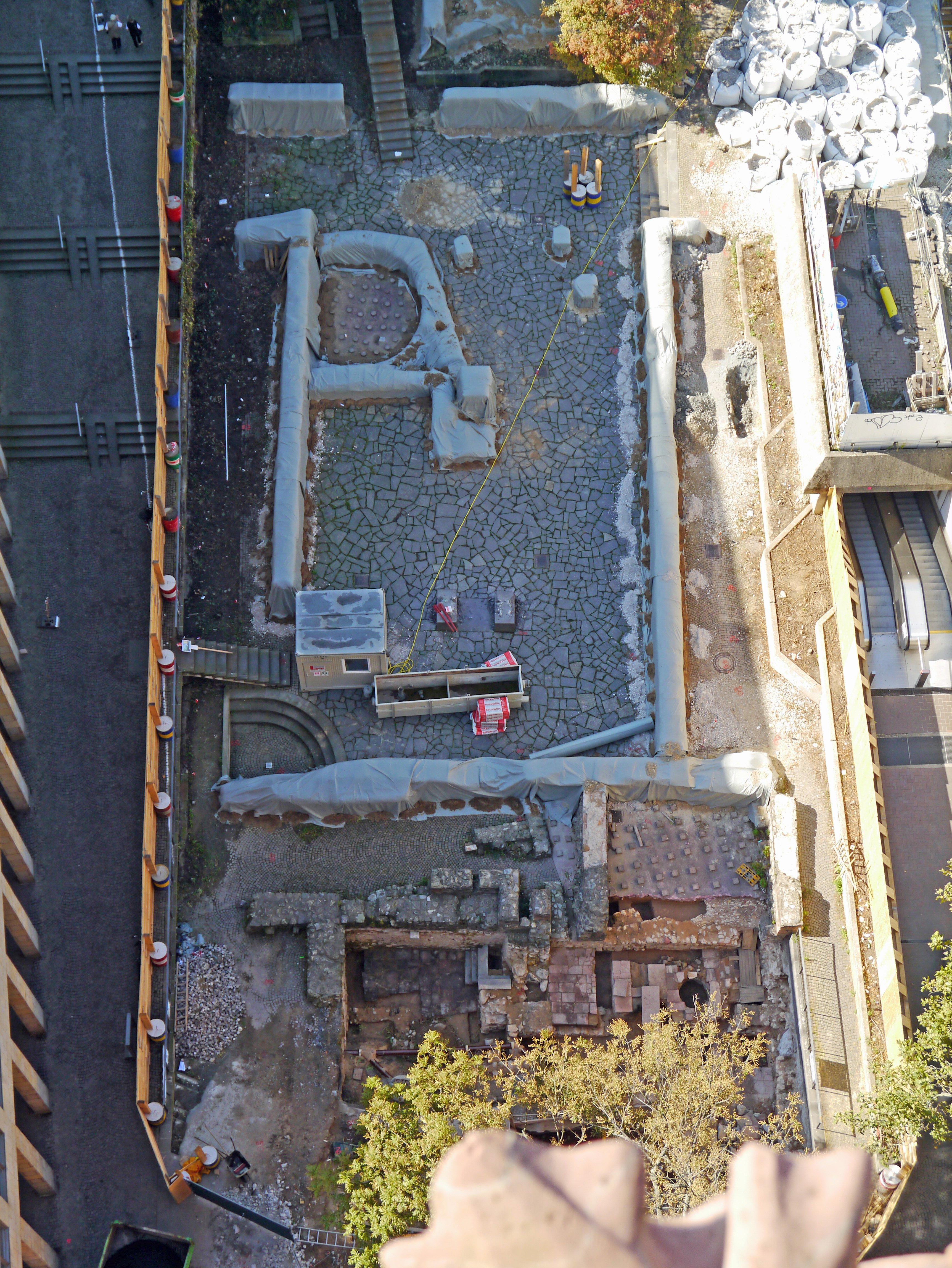
Der Archäologische Garten, kurz vor seiner Versiegelung, vom Domturm gesehen (Oktober 2012)
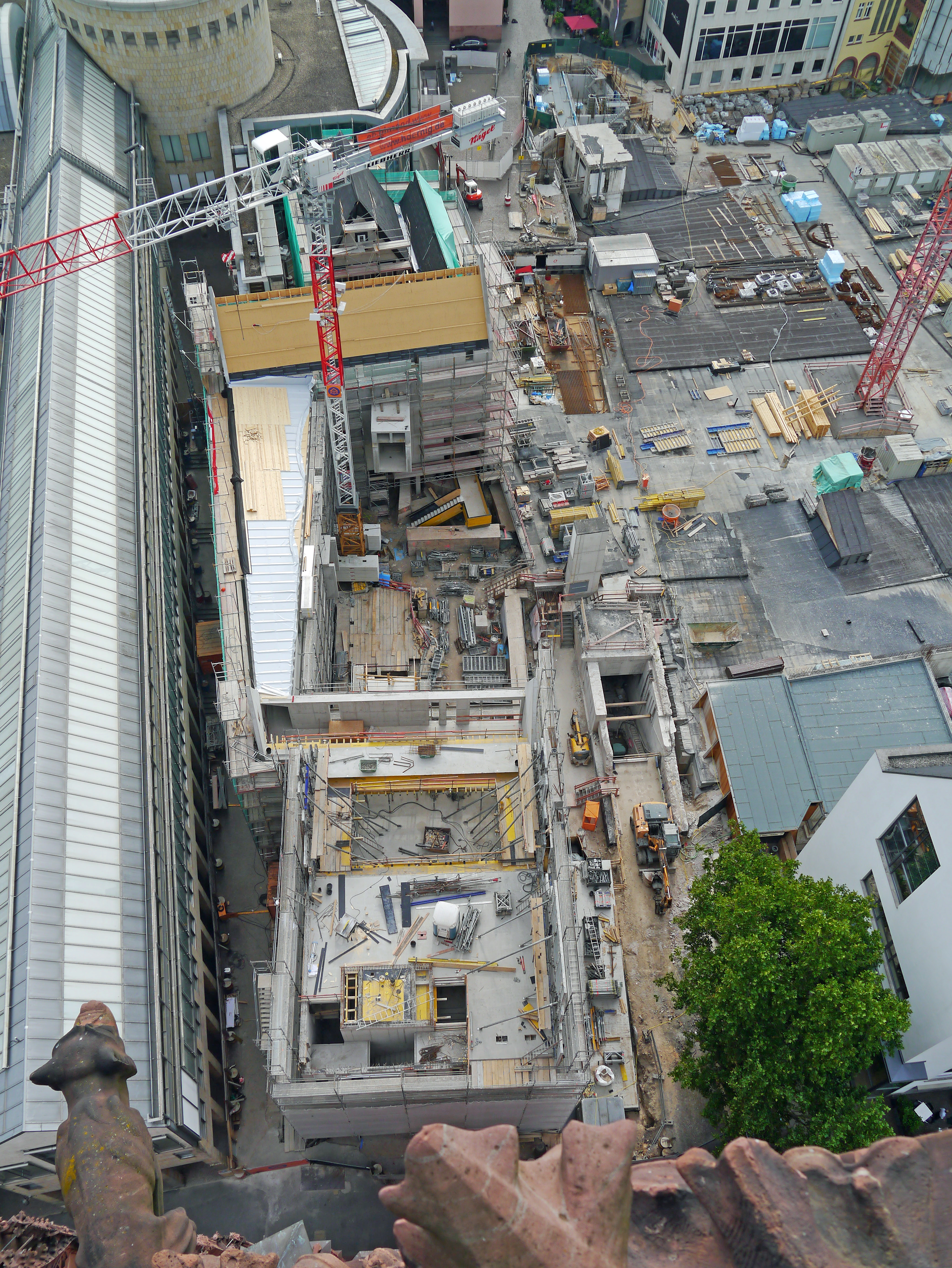
Baustelle Stadthaus am Markt über dem Archäologischen Garten (Juni 2014)
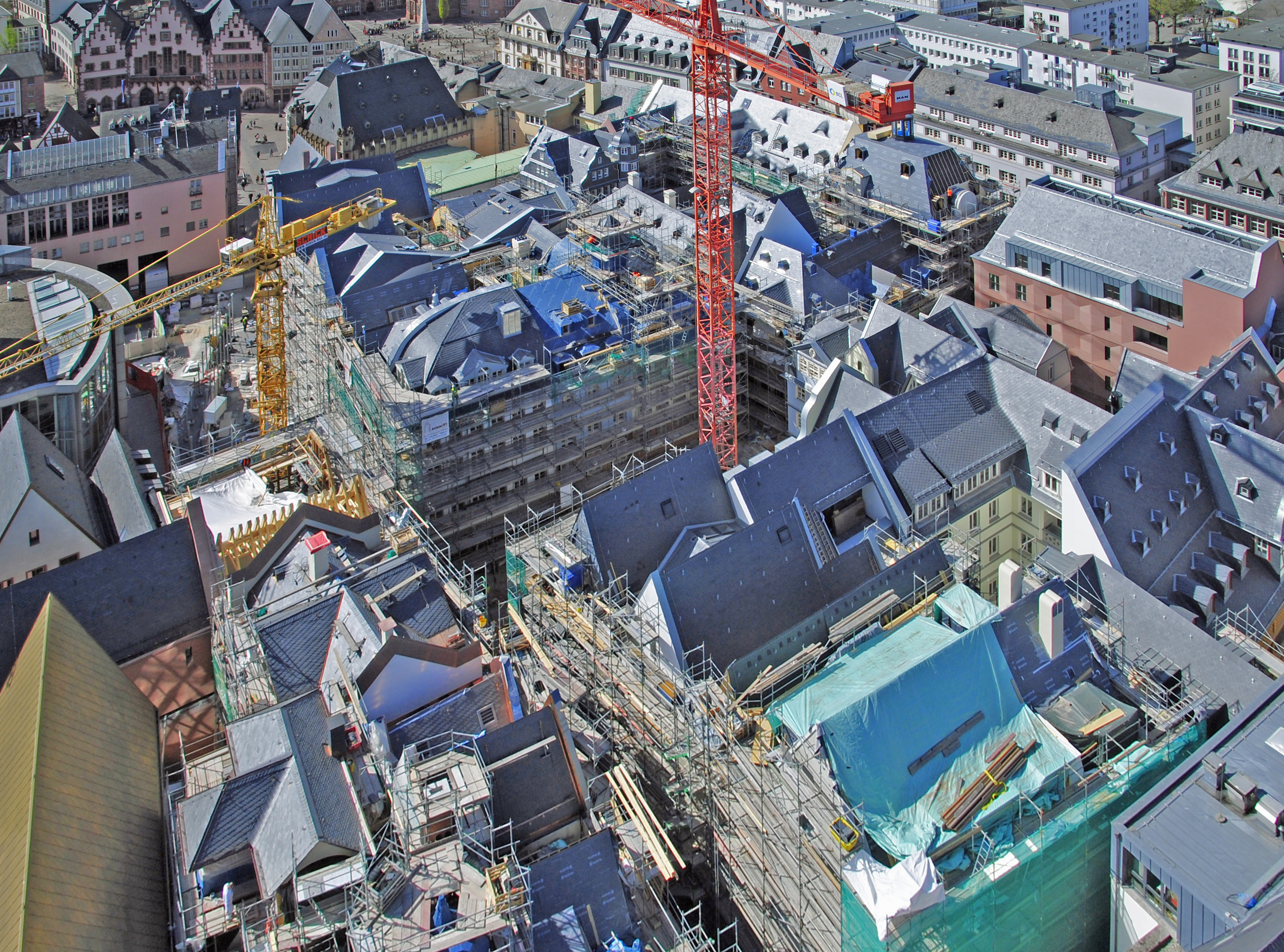
Weitgehend fertige Rohbauten, Blick vom Kaiserdom (April 2017)
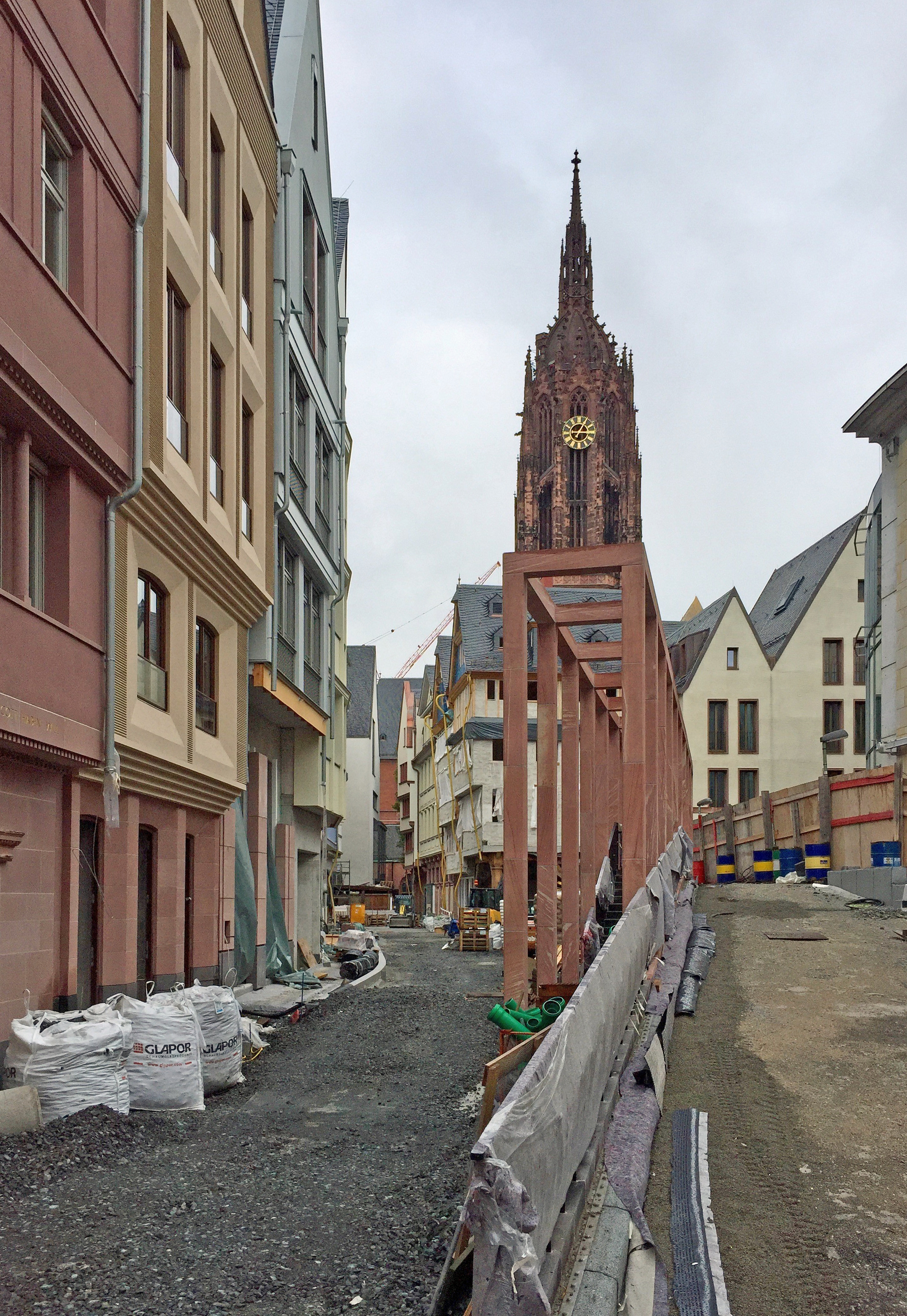
Baufortschritt Dom-Römer-Projekt (Oktober 2017)
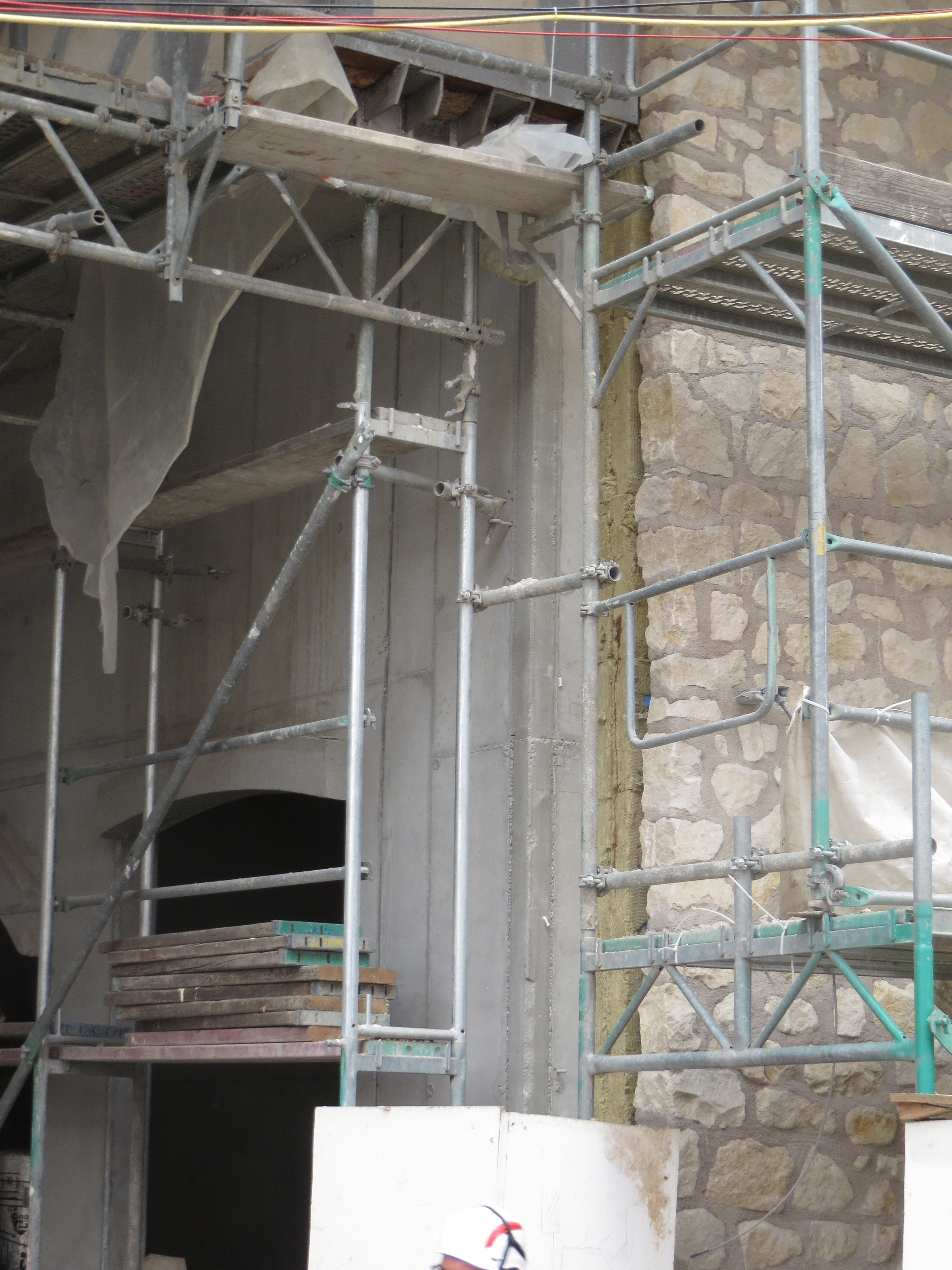
Vor die tragende Stahlbetonwand gesetztes Natursteinmauerwerk

Am 15. Oktober 2016 feierte die Stadt Frankfurt das Richtfest und öffnete Teile der Baustelle für Bürger.
Am 12. Dezember 2016 berichtete der Geschäftsführer der GmbH vor dem Sonderausschuss Dom-Römer, dass die aktuelle Kalkulation 196 Millionen Euro beträgt. Wie der Planungsdezernent vortrug, entstünden die Mehrkosten durch projektfremde Kosten, wie z. B. die Sanierung der Tiefgarage. Zugleich bringen allein die 65 Wohnungen auf dem Areal 90 Millionen Euro für die Stadt ein.
Im Dezember 2017 wurden die äußerlich fertiggestellten Rekonstruktionen bei einem Pressetermin vorgestellt. Ursprünglich sollten Krönungsweg und Dom-Römer-Areal ab Ende März 2018 für die Öffentlichkeit zugänglich sein; letztlich geschah dies am 9. Mai. Vom 28. bis 30. September 2018 wurde das neue Altstadtviertel mit einem Altstadtfest feierlich eröffnet, an dem mehr als 250.000 Besucher teilnahmen.

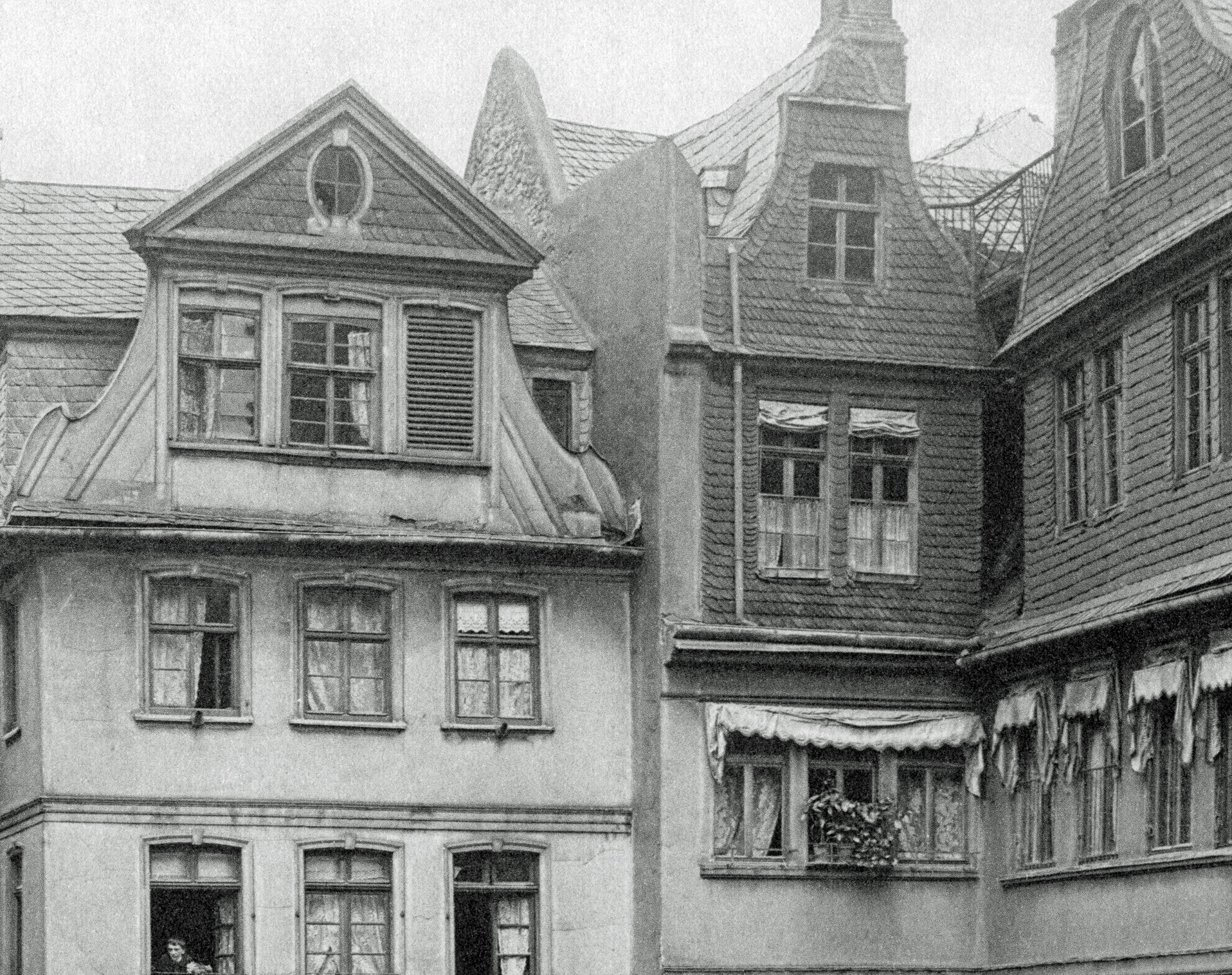
Fassaden am Hühnermarkt, vor der Zerstörung 1944
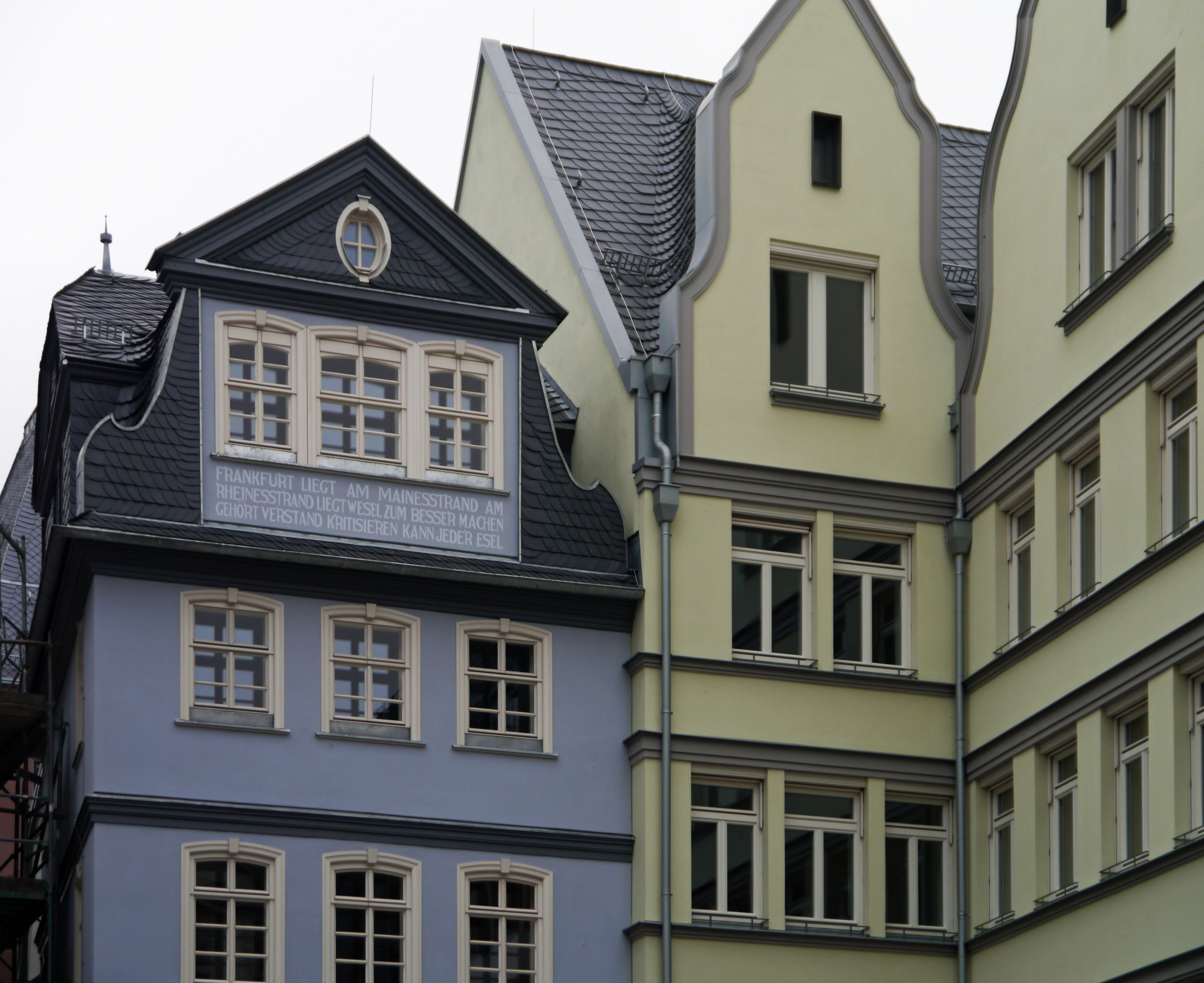
Rekonstruierte und neu interpretierte Fassaden an gleicher Stelle 2018

Die tatsächlichen Gesamtkosten des Projekts sollten im Frühjahr 2020 vorliegen, wenn alle Gebäude bezogen und festgestellte Mängel beseitigt sein würden. Nach dem aktuellen Wirtschaftsplan rechnet die DomRömer GmbH mit Gesamtkosten von „rund 200, maximal 210 Millionen Euro“. Etwa 75 Millionen Euro erlöste die Stadt Frankfurt aus dem Verkauf der Wohnungen. Über 80 Millionen € gingen darüber hinaus ins Anlagevermögen der Stadt über, darunter das Stadthaus am Markt (25 Millionen €), die sanierte Tiefgarage (35 Millionen €), die Häuser Goldene Waage und Neues Rotes Haus (8 Millionen bzw. 3 Millionen Euro). Etwa 12 Millionen Euro beträgt der Wert der Ladengeschäfte und Restaurants, aus denen die Stadt laufende Mieteinnahmen erzielt. Etwa 15 bis 20 Prozent der während der Bauzeit angefallenen Mehrkosten seien auf Planänderungen und Eingriffe in den Bauablauf zurückzuführen.

## Straßenzüge
Das Dom-Römer-Projekt umfasste genehmigungstechnisch ein einziges Bauvorhaben – „Umbau Tiefgarage und Neubau eines Gebäudes mit Wohn- und Geschäftsnutzung, Museum, Schank- und Speisewirtschaft, Beherbergungs-, Verkaufs- und Versammlungsstätten“ – auf dem Flurstück 199/41.
Dabei entstanden nach Straßenzügen sortiert folgende Gebäude und Ensembles:

### Braubachstraße – Südseite

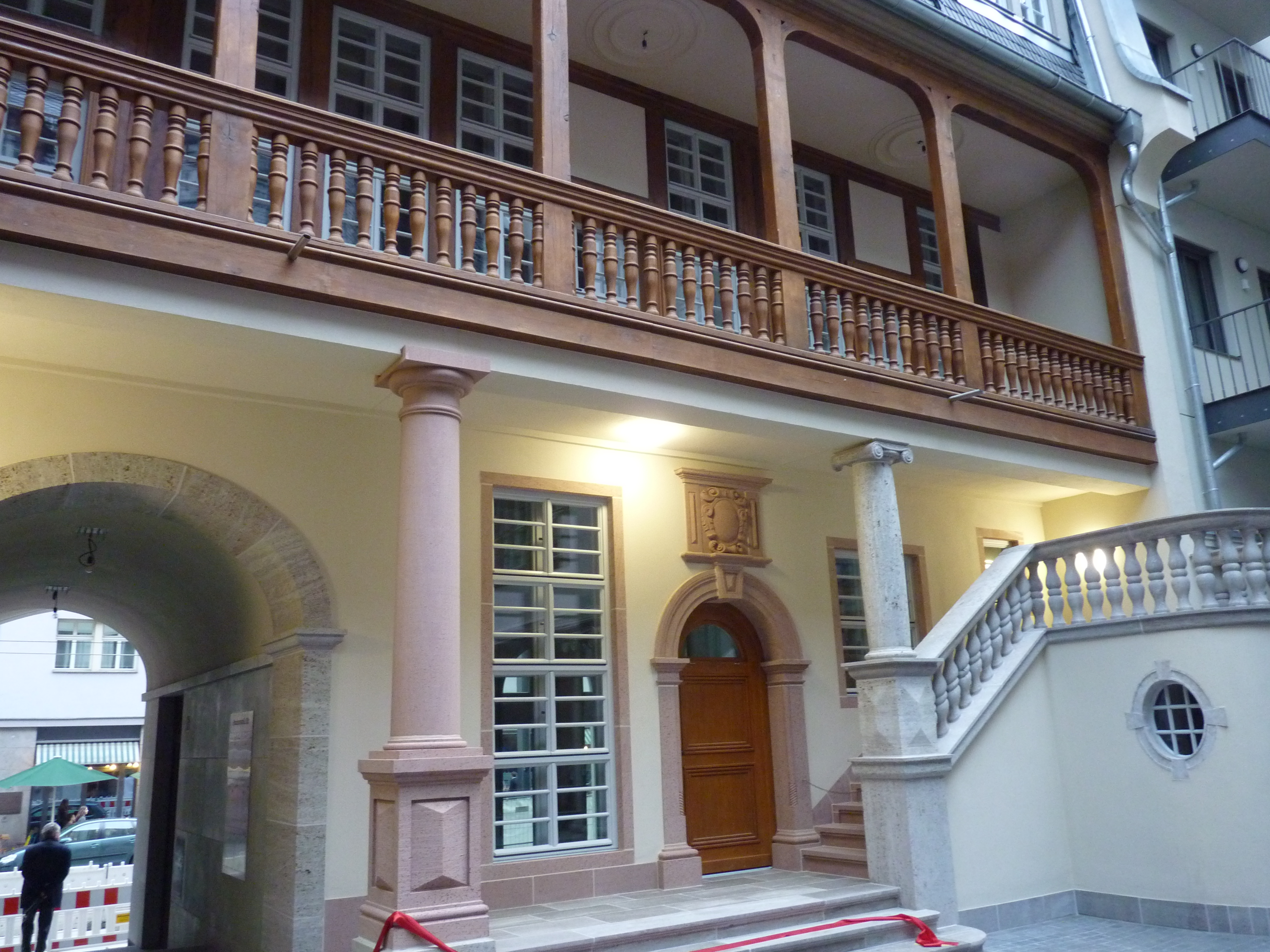
Innenhof Braubachstraße 29

An der Braubachstraße wurden fünf Häuser sowie ein Hinterhaus mit Zugang von der Neugasse errichtet, eines davon als Rekonstruktion. Das Haus Braubachstraße 21, ehemals Im Rebstock 3 ist ein dreigeschossiges Wohn- und Wirtschaftsgebäude, das im Kern aus dem 16. Jahrhundert stammte und in der Barockzeit äußerlich verändert wurde. In der für Frankfurt typischen Bauweise erheben sich über einem steinernen Erdgeschoss zwei auskragende Fachwerkgeschosse. Das Haus zeigt zur Braubachstraße die rekonstruierte Brandmauer aus Bruchstein, die 1905 beim Straßendurchbruch freigelegt worden war. Die Traufseite zum Hof Rebstock am Markt ist mit einem Zwerchhaus mit barockem Wellengiebel und mehreren Dachgauben gegliedert. Die Rekonstruktion ist ein Entwurf des Frankfurter Büros Jourdan & Müller. Das Erdgeschoss wird von der Verwaltung des St. Katharinen- und Weißfrauenstiftes genutzt, einer auf das Jahr 1353 zurückgehenden gemeinnützigen Stiftung des Frankfurter Patriziers und Klerikers Wicker Frosch. An der Nord-Ost-Ecke des Hauses ist, wie schon seit 1935, die erhaltene Spolie des Winzerdenkmals eingelassen.
Westlich davon schließt sich der Neubau Braubachstraße 23 an, ein Entwurf von Eingartner Khorrami Architekten, Leipzig. Das viergeschossige Wohnhaus mit Mansarddach ist komplett mit dem für Frankfurt typischen roten Mainsandstein verkleidet. An der Nordwestecke des Gebäudes an der Neugasse ist der Apfelweintrinker montiert, eine Spolie aus dem von Hermann Senf errichteten Vorgängerbau von 1940. Das Haus Goldenes Kreuz (Braubachstraße 25b) von Bernd Albers (Architekturbüro aus Berlin) ist ein Hinterhaus zur Braubachstraße 23 und mit diesem nach historischem Vorbild durch drei Torbögen verbunden. Das dreigeschossige Haus hat wie sein Vorgänger aus dem 18. Jahrhundert ein Zwerchhaus an der nördlichen Traufseite. Die beiden Giebelseiten liegen zur Neugasse und zum Hof zum Rebstock.
Auch das Nachbarhaus auf der westlichen Seite der Neugasse ist in rotem Sandstein gehalten. Das dreigeschossige Gebäude Braubachstraße 27 mit zweigeschossigem klassizistischen Giebel stammt von Eckert Neebger Suselbeek, Berlin. Das Haus Braubachstraße 29 von Bernd Albers hat zwei Fassaden: Die Vorderseite zur Braubachstraße besteht aus einem Erdgeschoss mit fünf Arkaden, darüber drei horizontal gegliederte Obergeschosse, deren oberstes durch ein Gesims abgesetzt wird. Das zurückgesetzte Dachgeschoss ist durch ein fünfachsiges Zwerchhaus, daneben jeweils zwei Mansarden, gegliedert. Das Hauptportal wird zusätzlich betont durch eine als Halbrelief ausgeführte Marienfigur. Es führt in den Innenhof des Goldenen Lämmchens. Die rückseitige Fassade zum Lämmchenhof ist eine genaue Rekonstruktion des Vorgängerbaus von 1911, der seinerseits schon eine Rekonstruktion des Zustands von 1693 war.
Das Haus Zum Glauburger Hof (Braubachstraße 31) entstand in Anlehnung an den Jugendstil-Bau von 1913, der 1970 für das Technische Rathaus abgerissen wurde. Der Entwurf stammt von Knerer und Lang Architekten, Dresden. In seine Fassade wurde der bereits von Hermann Senf vorgesehene Schriftzug Das Neue stürzt und altes Leben blüht aus den Ruinen eingelassen, die Parodie eines Satzes aus Schillers Wilhelm Tell.

### Markt „Krönungsweg“ – Nordseite

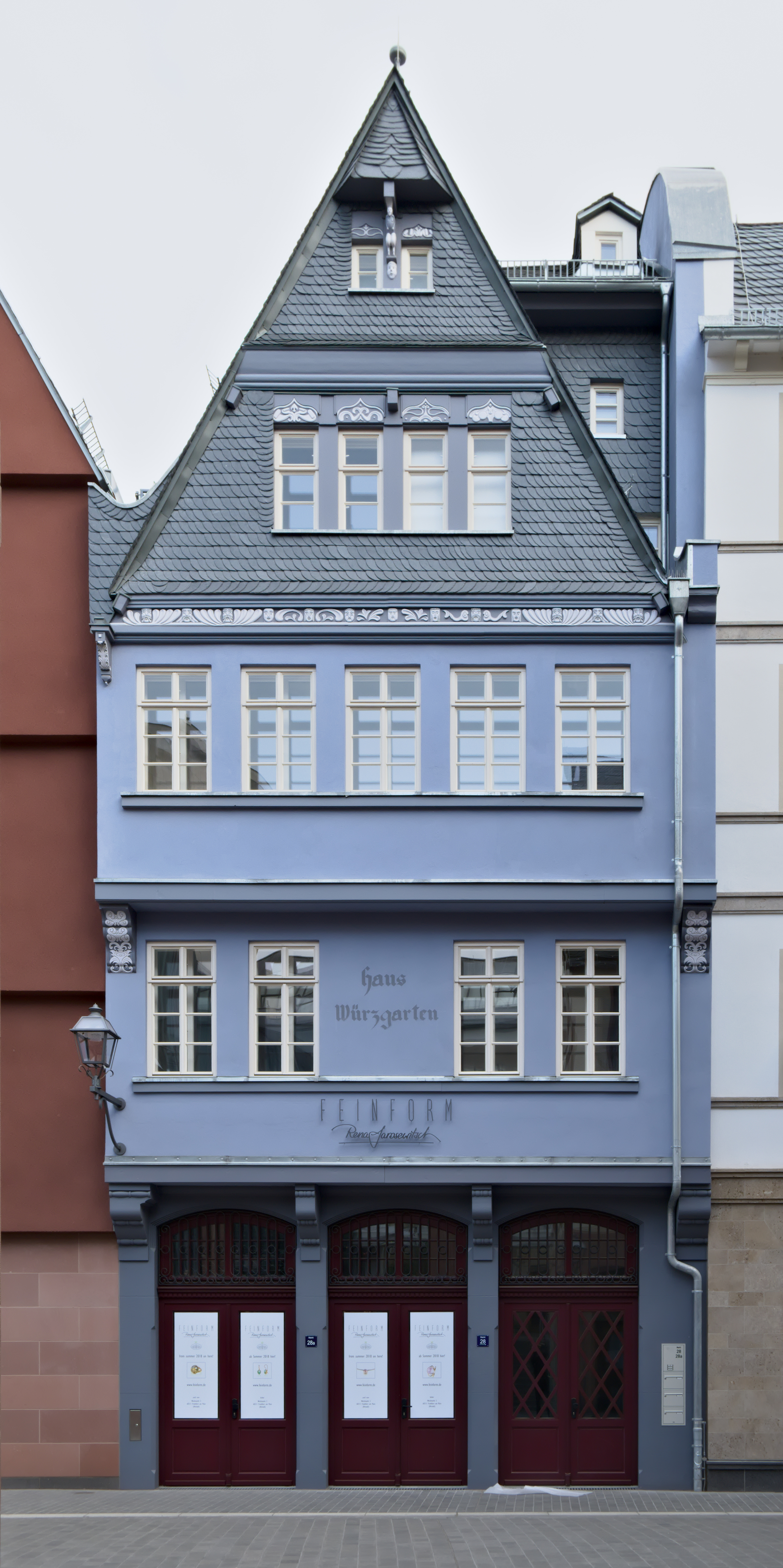
Haus Würzgarten (Markt 28)

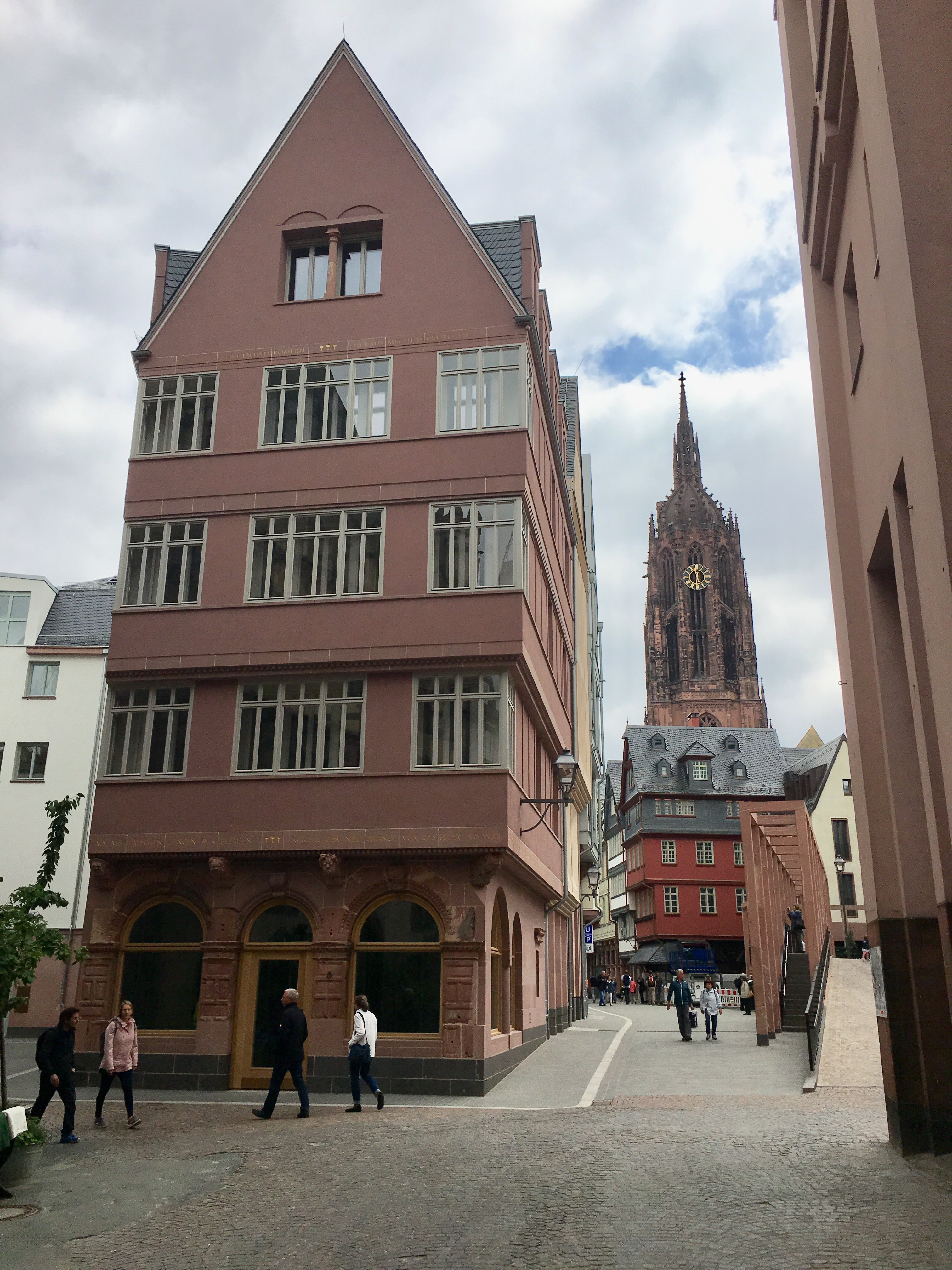
Haus Zu den drei Römern (Markt 40)

Die Nordseite des Marktes umfasst zwischen Dom und Hühnermarkt vier Neubauten. Das erste, vom Haus am Dom durch einen schmalen Durchgang zum Hof Rebstock am Markt getrennt, ist das 1342 erstmals erwähnte Haus Großer Rebstock (Markt 8), ein Entwurf von Jordi Keller Architekten, Berlin. Das fünfgeschossige Haus steht genau gegenüber der Goldenen Waage. Die beiden Arkaden im Erdgeschoss bilden den östlichen Eingang zum U-Bahnhof Dom/Römer. In die Fassade sind Stahlbeton-Spolien des Technischen Rathauses eingefügt. Wie der Neubau war auch sein um 1800 errichteter klassizistischer Vorgänger ein Steinbau. Das westlich anschließende schmale Haus Schönau (Markt 10) ist ein Entwurf des Berliner Büros von Ey. Mit seinem Sandsteinsockel und den vier auskragenden, verschieferten Obergeschossen erinnert es an den gotischen Vorgängerbau Schildknecht/Apotheke. Das 1472 erstmals erwähnte ursprünglich dreigeschossige Fachwerkhaus war im 17. Jahrhundert mit einem Wellengiebel aufgestockt worden. Das Haus Vorderer Schildknecht (Markt 12) stammt von Dreibund-Architekten aus Bochum und ist sehr ähnlich dem vom selben Büro entworfenen Haus Goldenes Haupt (Markt 36) gestaltet. Im Sandstein-Erdgeschoss mit seinen beiden hohen, eine Bobbelage andeutenden Bogenfenstern, befindet sich eine Bar. Seine beiden auskragenden, verputzten Obergeschosse erinnern an die in den 1980er Jahren entstandenen Stadthäuser in der Saalgasse. Im Giebelgeschoss ist eine dreiachsige Loggia eingelassen, darüber im Dachgiebel eine Frankfurter Nase angedeutet wie beim 1339 erstmals erwähnten gotischen Vorgängerbau. Eine besonders markante Schieferfassade in altdeutscher Deckung trägt das Eckhaus zum Hühnermarkt, Neues Paradies (Markt 14) von Johannes Götz und Guido Lohmann aus Köln. Der Vorgänger war ein um 1800 errichteter fünfgeschossiger klassizistischer Bau mit flachem Pultdach. Er galt als wenig beachtenswert und war entsprechend schlecht dokumentiert.
Westlich des Hühnermarktes folgen zunächst zwei Rekonstruktionen, dann sechs Neubauten. Das südwestliche Eckhaus am Hühnermarkt trägt den Namen Schlegel (Markt 26). Der Nachbau eines um 1830 errichteten Vorgängers in der strengen Formensprache der 1809 erlassenen klassizistischen Bauordnung von Stadtbaumeister Johann Georg Christian Hess stammt von Hans Kollhoff, Berlin und Jourdan & Müller, Frankfurt am Main. Sein Eingang betont die Eckhausfunktion. Der westliche Nachbar Würzgarten (Markt 28) wurde erstmals bereits 1292 erwähnt. Die Rekonstruktion stammt von Denkmalkonzept, Bad Nauheim. Es handelt sich um ein verputztes Fachwerkhaus aus dem 16. Jahrhundert mit zweigeschossigem verschieferten Giebel, der unmittelbar unter dem Dachfirst eine charakteristische Auskragung aufweist, die Frankfurter Nase.
Das Alte Kaufhaus (Markt 30) ist ein Entwurf von Morger und Dettli aus Basel. Der dreistöckige Bau mit Spitzgiebel ist formal auf das äußerste reduziert und beschränkt sich streng auf die von der Gestaltungssatzung vorgegebenen Grundelemente. Nach Westen schließen sich die Neubauten Goldene Schachtel (Markt 32) von Tillmann Wagner Architekten aus Berlin und Alter Burggraf (Markt 34) von Francesco Collotti, Mailand, an. Wie das Alte Kaufhaus sind sie jeweils über einen Hinterhof mit ihren Hinterhäusern verbunden, deren Fassaden zur schmalen Gasse Hinter dem Lämmchen zeigen.
Das Goldene Haupt (Markt 36) von Dreibund Architekten belegt eine der schmalsten Parzellen im Dom-Römer-Viertel. Das hoch aufragende Erdgeschoss erinnert an die Bobbelage des Vorgängerbaus. Im Haus befindet sich ein Ladengeschäft der Höchster Porzellanmanufaktur. Das Haus Stadt Mailand (Markt 38) von Michael A. Landes, Frankfurt, ist anders als sein barocker Vorgänger giebelständig, greift aber in der Form der Fenster dessen Gestaltungselemente auf. Den westlichen Abschluss des Neubaugebietes bildet das Haus Zu den drei Römern (Markt 40) von Jordi Keller Architekten mit seinen drei Schauseiten zum Markt, zum Römerberg und zur Gasse Hinter dem Lämmchen. Im Erdgeschoss und in der Giebelseite sind verschiedenen Spolien eingebaut. Eine davon erinnert an Dieter Bartetzko, der sich als Mitglied des Gestaltungsbeirates für den Wiederaufbau der Altstadt einsetzte. Auch die im Erdgeschoss eingesetzten Sandsteinarkaden zeigen deutliche Spuren von Kriegsschäden. Sie stammen von dem 1636 errichteten und 1950 abgerissenen Erdgeschoss des Hauses Zum Saal in der Saalgasse 29. Das umlaufende dreiseitige Spruchband trägt die eingravierten und vergoldeten Inschriften „Dorn und Disteln stechen sehr, falsche Zunge noch viel mehr; Doch will ich lieber durch Distel und Dorn waten, als mit falschen Zungen sein beladen.“ und „Machte der Neid Brände wie das Feuer, so wär das Holz nicht halb so teuer und wären der Neider noch so viel, so geschieht doch, was Gott haben will.“. Sie stammen aus der Novelle Der Mann aus dem Römer des Frankfurter Mundartdichters Georg Wilhelm Pfeiffer.

### Markt „Krönungsweg“ – Südseite

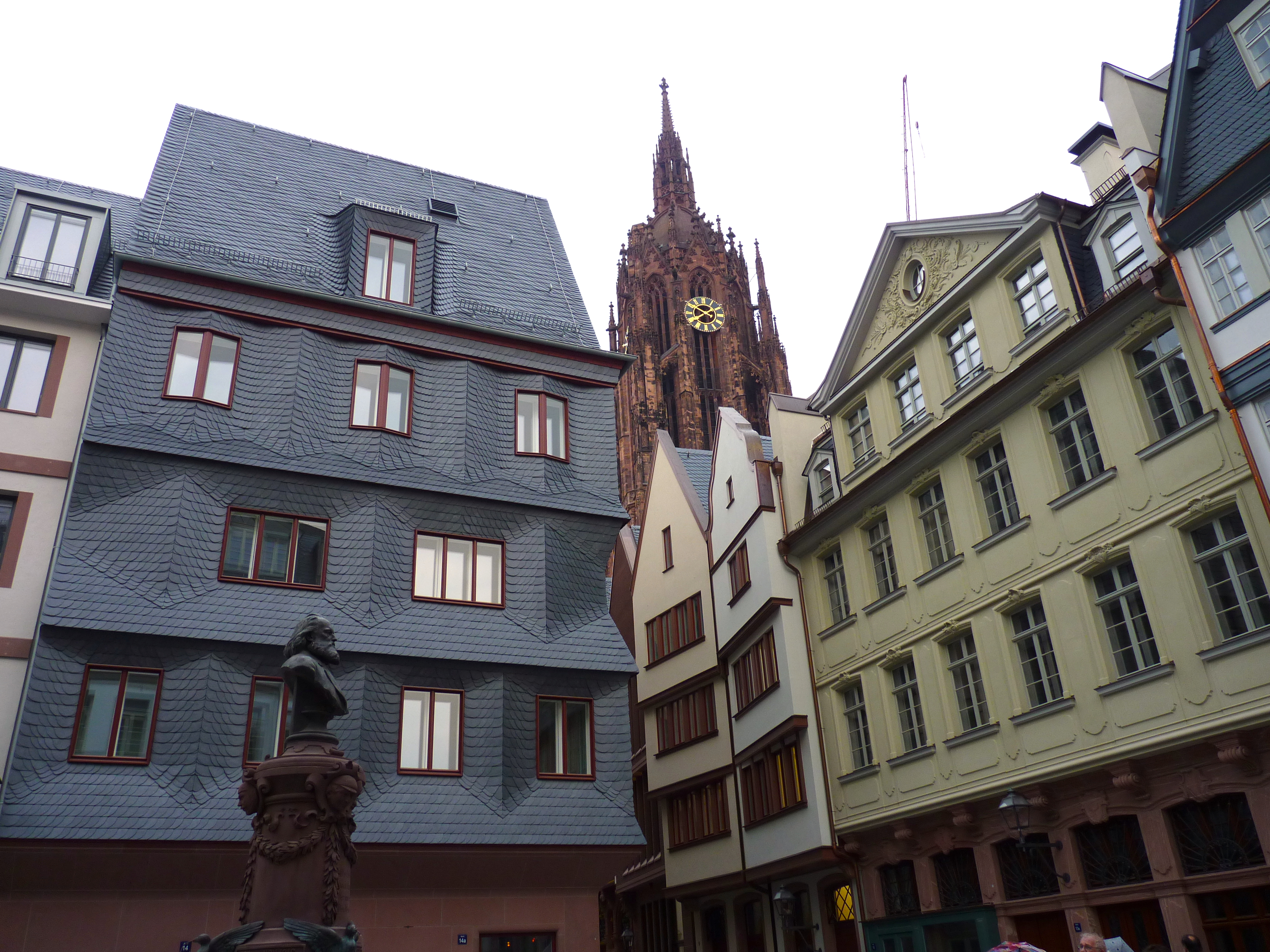
Blick vom Hühnermarkt zum Dom

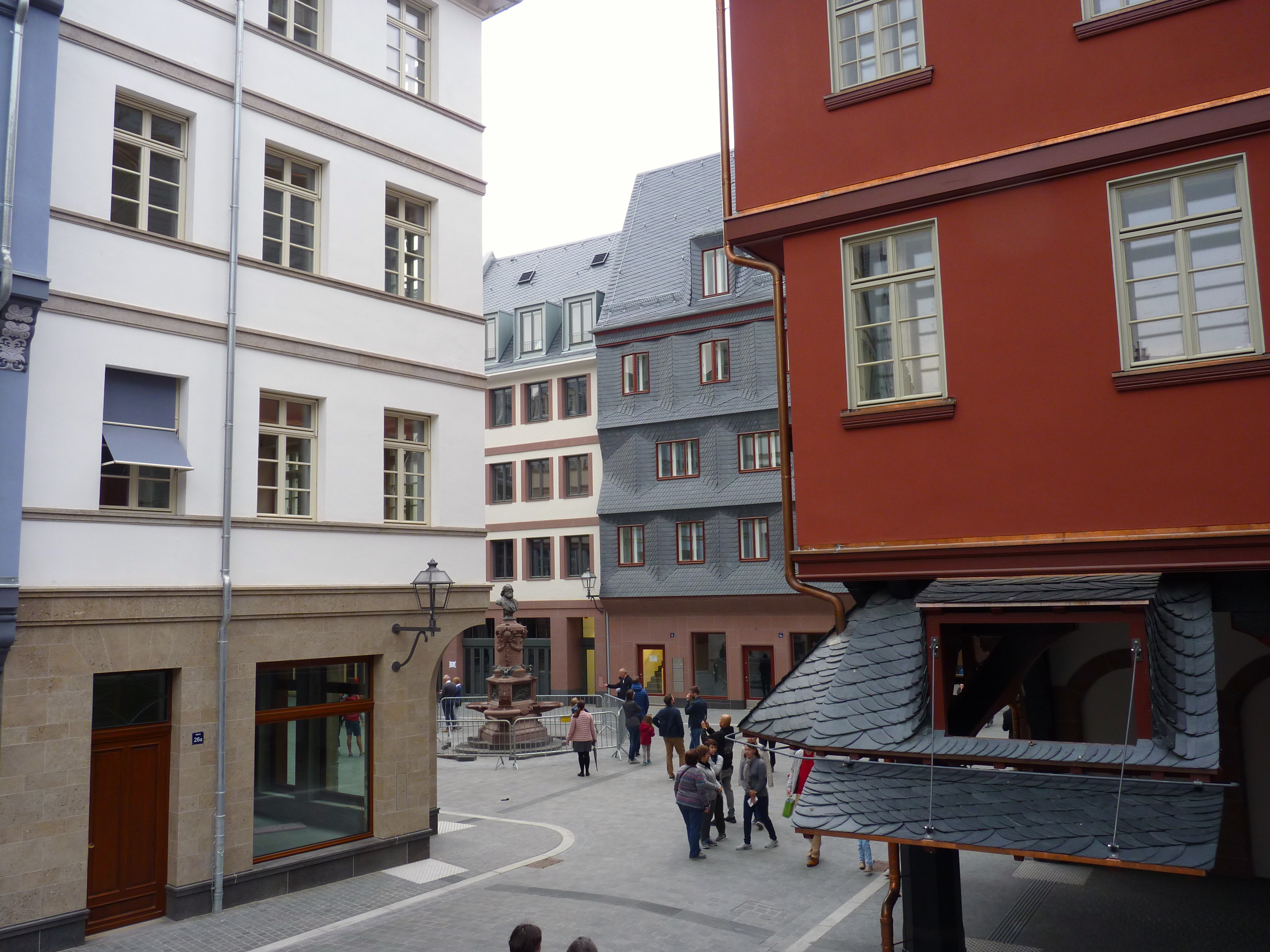
Blick von der Schirn zum Hühnermarkt

An der Südseite des Marktes wurden sieben Häuser errichtet, davon vier Rekonstruktionen. Das Haus zur Goldenen Waage (Markt 5) von Jourdan & Müller war die aufwendigste Rekonstruktion des Dom-Römer-Projekts. Wie vor der Zerstörung wird es künftig als Außenstelle des Historischen Museums genutzt, außerdem ziehen ein Kaffeehaus und das Stoltze-Museum ein. Die drei folgenden Grundstücke, Markt 7 bis Markt 11, haben nur sehr geringe Tiefe, da sie mit der Rückseite an das Hinterhaus der Goldenen Waage stoßen. Das Haus Weißer Bock (Markt 7) ist ein Neubau von Helmut Riemann, Lübeck. Es dient der barrierefreien Erschließung der Goldenen Waage, die kein eigenes Treppenhaus hat, und wird darüber hinaus durch das Stoltze-Museum genutzt. Der 1467 erstmals erwähnte Vorgängerbau war ein dreigeschossiges, giebelständiges Fachwerkhaus mit zwei Dachgeschossen, das im 18. und im späten 19. Jahrhundert umgebaut worden war. Der dreigeschossige Neubau hat eine schlichte Sandsteinfassade mit sechs Fenstern je Geschoss, wie beim Vorgänger. Das Nachbargebäude Kleiner Vogelsang ist ein Doppelhaus (Markt 9/11) von Dreibund Architekten. Die Vorgängerbauten aus dem 16. Jahrhundert waren viergeschossige, bis zum Giebel verputzte Fachwerkbauten. Die beiden Parzellen sind äußerst schmal und gehörten schon früher zu den kleinsten Grundstücken der Altstadt. Der barocke Giebel des Hauses Markt 11 leitet stilistisch in die rekonstruierte Grüne Linde (Markt 13) über. Das erstmals 1439 erwähnte Gebäude wurde im 18. Jahrhundert barock umgebaut. Vor seiner Zerstörung beherbergte es ein bekanntes Gasthaus, heute befindet sich hier eine Weinbar. Mit ihrer traufständigen Barockfassade prägt die Grüne Linde den Südrand des Hühnermarktes. Über einem hohen Erdgeschoss aus Sandstein mit einer Bobbelage erheben sich zwei verputzte Fachwerk-Obergeschosse mit jeweils sechs Fensterachsen. Das Mansarddach trägt ein breites Zwerchhaus mit vier Fenstern und Dreiecksgiebel. Der Entwurf stammt von Macholz Kummer Architekten, Darmstadt.
Westlich der Grünen Linde folgen zwei weitere Nachbauten bedeutender Vorbilder, das Rote Haus (Markt 15) und das Neue RoteHaus (Markt 17), beide von Denkmalkonzept, Bad Nauheim und Jourdan & Müller, Frankfurt am Main. Das erstmals 1322 erwähnte Neue Rote Haus stammte wohl bereits aus dem 14. Jahrhundert, der Nachbar aus dem 16. Jahrhundert. Die beiden Häuser waren schon früher innen miteinander verbunden, das Neue Rote Haus besaß keinen eigenen Eingang. Mit seiner im Wesentlichen aus nur drei Eichenholzsäulen bestehenden Erdgeschosskonstruktion, die das gesamte Gewicht des darüber befindlichen dreistöckigen Gebäudes trug, war das Neue Rote Haus ein Unikat der gesamten deutschen Fachwerklandschaft und eine weit über die Stadt hinaus bekannte Attraktion. Es galt als ein herausragendes Beispiel für mittelalterlichen Städtebau und Gemeinsinn im belebten Zentrum der Altstadt. Das Rote Haus bildete den Durchgang zum Tuchgaden und stand am Eingang des Metzgerviertels an der Langen Schirn, an der seit altersher die Frankfurter Würstchen verkauft wurden. Auch der Neubau wird von einer Metzgerei genutzt, die zuvor einen Verkaufsstand in der Kleinmarkthalle besaß.
Südlich der neuen Häuserzeile am Markt wurde 2013 bis 2016 das aus fünf Gebäudeteilen bestehende Stadthaus am Markt errichtet. Der Entwurf stammt von Meurer Architekten, Frankfurt, mit cba architectes, Luxemburg. Das Stadthaus dient zum einen dazu, die archäologischen Ausgrabungen der römischen Niederlassung auf dem Domhügel und der Kaiserpfalz Franconofurd dauerhaft zu konservieren und zugänglich zu machen; zum anderen als Begegnungs- und Veranstaltungsgebäude. Den Abschluss des Gebäudekomplexes nach Westen zur Schirn Kunsthalle Frankfurt bildet das Haus 5, ein Wohngebäude. Es orientiert sich am Verlauf der historischen Gasse Tuchgaden.
Zwischen dem Straßenniveau des rekonstruierten Alten Marktes und der heutigen Bendergasse entlang der Schirn besteht ein Höhenunterschied von mehr als zwei Metern. Er wird im Abschnitt zwischen Neuem Roten Haus und dem westlichen Eingang zum U-Bahnhof Dom/Römer durch eine Mauer und Pergola aus Sandstein deutlich. In diesem Abschnitt blieb wegen der vorspringenden Rotunde der Schirn nicht genügend Platz für eine südliche Häuserzeile vis-à-vis der Häuser Markt 26 bis Markt 40 übrig. Vor der Zerstörung zweigten in diesem Abschnitt drei schmale Gassen, Goldhutgasse, Drachengasse und Schwertfegergasse nach Süden ab, die sich südlich davon am Fünffingerplätzchen wieder trafen.

### Rebstock-Hof

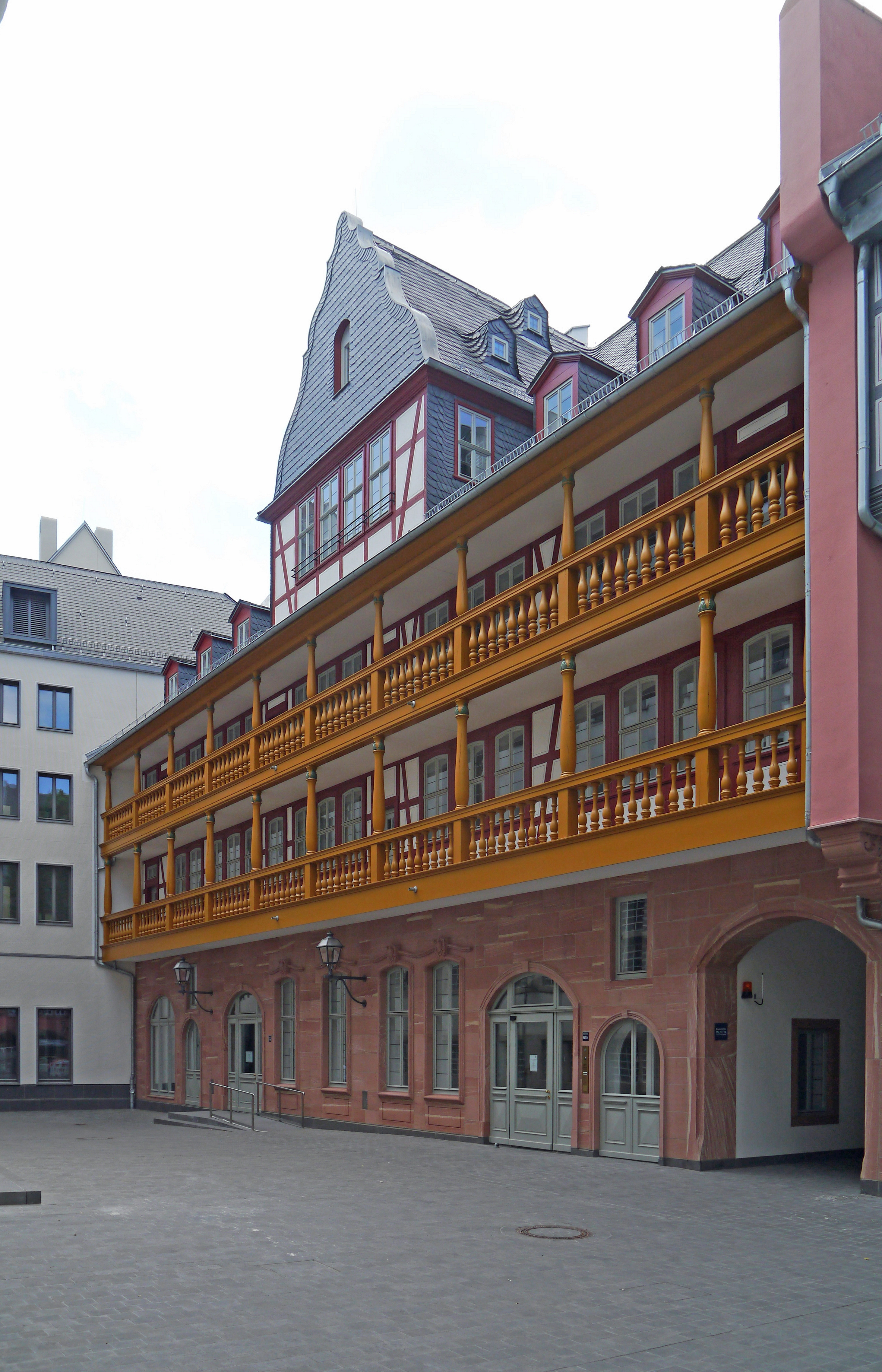
Hof zum Rebstock, links Teile der Rückseite von Markt 2

Die Ostseite des Rebstock-Hofs bildet das Haus am Dom, das 2001 bis 2004 durch Umbau und Erweiterung des 1927 von Werner Hebebrand erbauten Hauptzollamtes entstand. Obwohl als Teil des Projekts Neues Frankfurt erbaut, erhielt das Hauptzollamt bereits damals als Reverenz an die umliegende Altstadtbebauung ein steiles, geschwungenes Satteldach, das beim Umbau erhalten blieb. Das Haus am Dom wurde am südlichen Ende beim Umbau erweitert, so dass es einige Meter aus der historischen Bauflucht des Alten Markts hervorspringt und der rekonstruierten Goldenen Waage entsprechend naherückt. Das benachbarte Haus Großer Rebstock (Markt 8) hält hingegen die ursprüngliche Parzelle ein. Zwischen den beiden Gebäuden liegt der nördliche Zugang zum Rebstock-Hof. Dessen Nordseite bildet der Neubau Rebstock-Hof 2 (Markt 2, früher Im Rebstock 2), ein Wohn- und Geschäftshaus von Meurer, Frankfurt. Mit einer sandfarben verputzten Fassade und Schieferdach wirkt es wie ein Anbau am Haus am Dom. Am westlichen Hofrand schließt sich die von Jourdan & Müller erbaute Rekonstruktion Hof zum Rebstock an (Braubachstraße 15, früher Im Rebstock 1). Das Gebäude entstand Mitte des 18. Jahrhunderts, unter Verwendung älterer Bauteile des 1392 erstmals erwähnten gotischen Vorgängerbaus. Anstelle der sonst üblichen Auskragungen erhielten die beiden Fachwerkobergeschosse hölzerne Laubengänge vorgelagert, auch auf der Rückseite zum Innenhof an der Neugasse. Das Satteldach ist durch ein Zwerchhaus mit rheinischem Wellengiebel und zwei Reihen Dachgauben gegliedert. Im Erdgeschoss des Hofs zum Rebstock betreibt der gemeinnützige Frankfurter Verband ein Seniorencafé. Das nördliche Nachbargebäude Braubachstraße 21 (früher Im Rebstock 3) gehört schon zur Braubachstraße.
Im Rebstock-Ensemble kam der berühmte Frankfurter Schriftsteller und Heimatdichter Friedrich Stoltze am 21. November 1816 zur Welt.

### Hühnermarkt

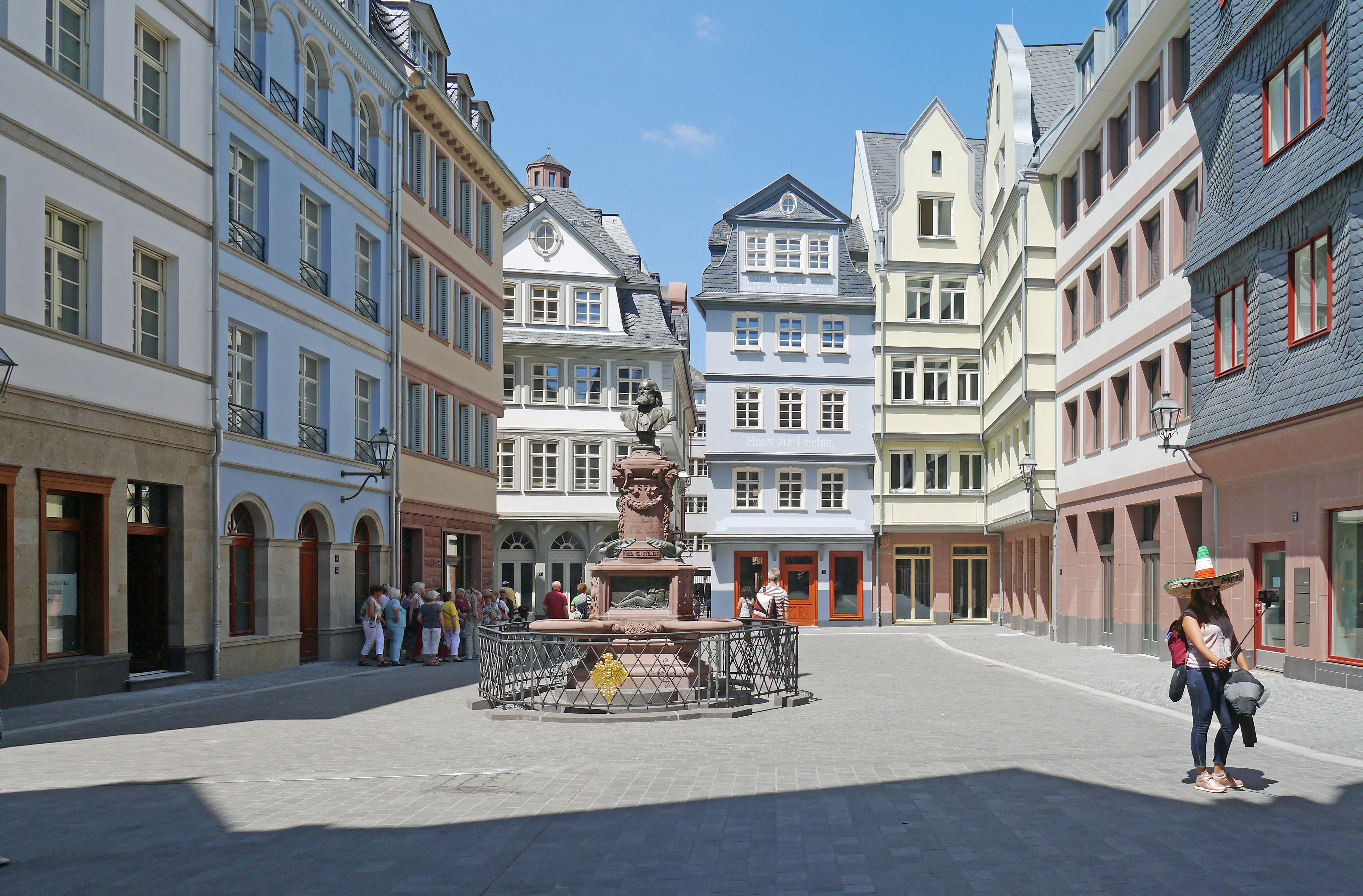
Der Stoltze-Brunnen auf dem wiedererstandenen Hühnermarkt

Der Hühnermarkt ist das Zentrum der Neuen Altstadt. Alle Häuser am Hühnermarkt tragen die Adresse Markt, bis auf das Haus zum Esslinger, das schon zur Gasse Hinter dem Lämmchen gehört. Acht der elf Häuser um den Hühnermarkt sind Rekonstruktionen. Fünf davon liegen an der Südseite bzw. an den Ecken zum Markt und sind im dortigen Straßenverlauf beschrieben. Es handelt sich um die Häuser Grüne Linde (Markt 13) von Macholz Kummer Architekten, Neues Paradies (Markt 14), Rotes Haus (Markt 15), Neues Rotes Haus (Markt 17) und Schlegel (Markt 26). Das Eckhaus Markt 22 Goldene Schere, von Hans Kollhoff, Berlin, und Jourdan & Müller, Frankfurt ist ein barocker viergeschossiger Bau mit achteckiger Dachlaterne. Markt 24 Eichhorn, ebenfalls von Kollhof und Jourdan & Müller, ist wie sein südlicher Nachbar Markt 26 ein Beispiel für den strengen Klassizismus der 1809 erlassenen Bauordnung von Stadtbaumeister Johann Georg Christian Hess.
Die Nordseite wird gebildet von den rekonstruierten Häusern Zum Esslinger (Hinter dem Lämmchen 2) und Markt 20 Zur Flechte, zwischen denen die schmale Neugasse zur Braubachstraße verläuft. Beide Häuser sind gotischen Ursprungs, mit deutlichen Überhängen in den Obergeschossen, die später barock umgebaut wurden. Dabei erhielten sie beide ein Mansarddach mit einem Zwerchhaus mit Dreiecksgiebel und Oculusfenster zum Hühnermarkt. Das Haus zum Esslinger ist eine der Frankfurter Goethestätten: Es gehörte Goethes Tante Johanna Melber und ihrem Mann, dem Händler Georg Adolf Melber. Der Dichter wohnte 1755/56 bei seiner Tante und setzte ihr in Aus meinem Leben. Dichtung und Wahrheit ein literarisches Denkmal. 1841 kaufte Johann Matthias Andreae das Haus samt der darin befindlichen „Material- und Farbwarenhandlung“. Daraus entwickelte sich später die pharmazeutische Großhandlung Andreae-Noris Zahn. Ab Mai 2019 wird das Struwwelpeter-Museum das Haus nutzen.
Das um 1405 entstandene und in letzter Form im 17. Jahrhundert errichtete dreigeschossige Haus Schildknecht / Spiegel (Markt 18) bildete das nordöstliche Eckgebäude des Hühnermarktes. Es hatte mit fast zwei Metern den größten Überhang aller Frankfurter Fachwerkhäuser. Es war das Gebäude der Schuhmacherzunft und wies eine reiche Bemalung der Fassade auf. Stilistisch gehörte es der Renaissance an. Der Neubau von dreibund architekten, ballerstedt, helms, koblank, Bochum greift die typischen Stilelemente der spitz zulaufenden Wellengiebel auf.
Auch sein südlicher Nachbar, das Kleine Seligeneck (Markt 16) von Van den Valentyn–Architektur, Köln, orientiert sich stilistisch stark an seinem Vorgänger, einem klassizistischen Bau der Zeit um 1830.

### Hinter dem Lämmchen

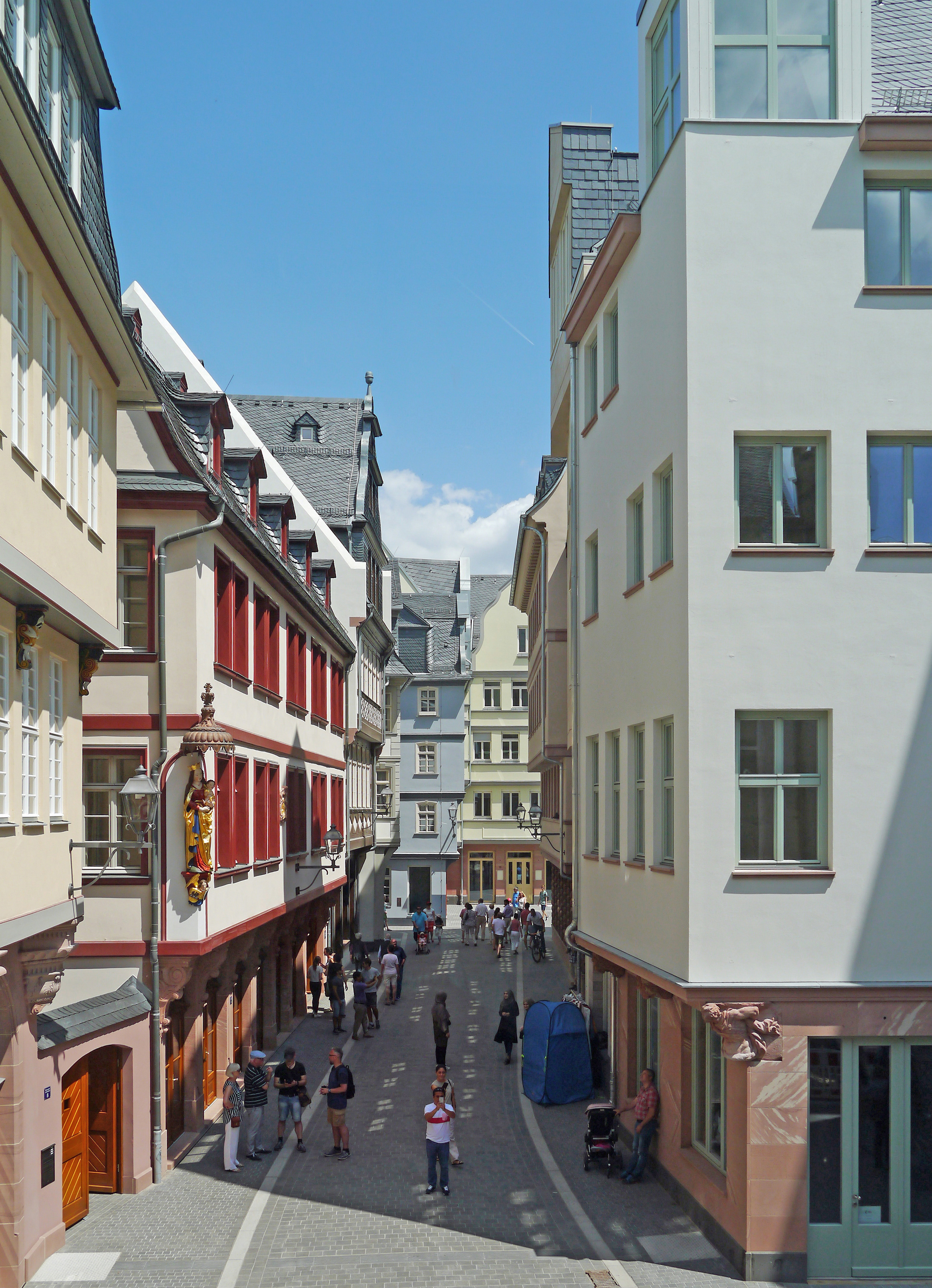
Hinter dem Lämmchen, Blick zum Hühnermarkt

Das Nachbarhaus zum Haus zum Esslinger, Alter Esslinger (Hinter dem Lämmchen 4) ist die Rekonstruktion eines im 17. Jahrhundert erbauten mächtigen dreigeschossigen Renaissance-Fachwerkhauses durch Dreysse Architekten, Frankfurt am Main. Über einem steinernen Erdgeschoss erheben sich zwei auskragende Fachwerkobergeschosse mit einer gegenüber den Nachbargebäuden auffallend großen Geschosshöhe. Das traufständige Satteldach trägt ein zweigeschossiges verschiefertes Zwerchhaus mit Wellengiebel. Auch der „Alte Esslinger“ wird ab Mai 2019 durch das Struwwelpeter-Museum genutzt.
Das Vorderhaus des Goldenen Lämmchen (Hinter dem Lämmchen 6) wurde durch Macholz – Kummer Architekten, Darmstadt für Architekt Claus Giel, Dieburg rekonstruiert. Das Fachwerk der beiden Obergeschosse ist, wie in Frankfurt seit dem 18. Jahrhundert üblich, verputzt.
Das benachbarte Haus Klein Nürnberg (Hinter dem Lämmchen 8) stand an der Ecke des Nürnberger Hofgäßchens, dem südlichen Eingang zum Nürnberger Hof. Der aus dem 16. Jahrhundert stammende dreigeschossige Renaissancebau wurde durch Dreysse Architekten, Frankfurt am Main und Jourdan & Müller, Frankfurt am Main, rekonstruiert. An die frühere Bedeutung als Messehaus erinnert noch die gewölbte Halle, deren sechs Kreuzgewölbe auf zwei Mittelpfeilern ruhen. Der Neubau wird vom Evangelischen Regionalverband Frankfurt am Main als Gemeindehaus der Paulsgemeinde und der indonesischen Gemeinde genutzt.
Die einzige Rekonstruktion auf der Südseite der Gasse ist das Haus Goldene Schere (Markt 22, Seiteneingang, ehemals Hinter dem Lämmchen 1) der Architekten Hans Kollhoff, Berlin und Jourdan & Müller, Frankfurt am Main. Das viergeschossige Gebäude in klassizistischen Formen entstand im 18. Jahrhundert durch Umbau aus zwei älteren Vorgängerbauten. An deren Fassade zur Gasse Hinter dem Lämmchen blieben die Überhänge der beiden Obergeschosse noch erhalten. Das westliche Nachbargebäude ist das Hinterhaus des Alten Kaufhauses (Markt 30, ehemals Hinter dem Lämmchen 3). Das in die Rückseite eingebaute barocke Sandsteinportal ist mit etwa fünf Metern Breite und 3,50 Metern Höhe die größte im Rahmen des Dom-Römer-Projekes eingesetzte Spolie. Es folgt das Hinterhaus der Goldenen Schachtel (Markt 32, ehemals Hinter dem Lämmchen 5). Am Alten Burggraf (Markt 34, ehemals Hinter dem Lämmchen 7) verläuft die Gasse in zwei rechten Winkeln um den Anbau des Steinernen Hauses. Es ist daher als Eckhaus mit einem zusätzlichen Zwerchgiebel ausgeführt. Es folgen die beiden schmalen Häuser Goldenes Haupt (Markt 36, ehemals Hinter dem Lämmchen 9) und Stadt Mailand (Markt 38, ehemals Hinter dem Lämmchen 11).

## Spolien
Im gesamten Projekt wurden 60 Spolien verbaut. Dies sind zumeist originale Teile der im Krieg zerstörten Bausubstanz, welche beim Nachkriegs-Aufbau zum Teil keine Verwendung gefunden hatten und deshalb bis dato an verschiedenen Orten gelagert wurden. Die größte Spolie ist ein barockes Portal von fünf Metern Breite und dreieinhalb Metern Höhe. Es gehörte ursprünglich zu einem Gartenhaus hinter dem Kleinen Taubenhof in der nordwestlichen Neustadt, der schon 1872 für den Bau der Neuen Börse abgerissen worden war. Fried Lübbecke ließ das Portal 1914 in den Garten des Liebieghauses versetzen, wo es für 100 Jahre bis zu seiner Wiederverwendung im Haus Hinter dem Lämmchen 5 (Altes Kaufhaus) blieb. Weitere auffällige Spolien sind das Winzerdenkmal an der Ecke des Hauses Braubachstraße 21/Rebstock-Hof und der Apfelweintrinker an der Ecke des Hauses Braubachstraße 23/Neugasse.

## Rezeption
Öffentlich geäußerte Kritik und Zustimmung begleiteten das Projekt von Anfang an. Oft folgten die Argumentationslinien dabei dem gleichen Schema wie seit Beginn der Wiederaufbaudebatte unmittelbar nach der Zerstörung. Dieter Bartetzko vergleicht die Altstadt mit einem unergründlich tiefen Brunnen, der aus den Mythen der Vergangenheit schöpfe und in der Gegenwart Leben spende. Er erinnert daran, dass der Brunnen auf dem Hühnermarkt bereits in der Römerzeit gebohrt wurde und wahrscheinlich schon den Menschen der Karolingerzeit bewusst war, dass sie auf historischem Boden lebten. Das erkläre, warum Frankfurt schon in seiner ersten urkundlichen Erwähnung 794 als locus celeber, als gefeierte Stätte, bezeichnet werde. Die Altstadt bezeichnet er mit Nietzsche als architektonischen Palimpsest, der die Erinnerung an das Vergangene immer im Bewusstsein der Städter bewahre, egal wie oft er überschrieben werde. Diese These erläutert er am Beispiel des Neubaus Großer Rebstock (Markt 8) und der Rekonstruktion Braubachstraße 21. Dagegen sei das Technische Rathaus, „als Betonmoloch mitten in die zuvor geschlossene Häuserzeile der Braubachstraße gerammt“, jahrzehntelang ein provokanter und ignoranter Fremdkörper im Stadtgefüge geblieben. Dies sei ihm, trotz seiner architektonischen Qualität, zum Verhängnis geworden.
Dankwart Guratzsch weist auf den breiten Konsens hin, in dem der Wiederaufbau beschlossen wurde. „Es ist der Wille einer engagierten Bürgerschaft […]. Es ist ein Stück Bürgerstolz, der sich in diesen Häusern manifestiert, und die besten Handwerker, Künstler, Denkmalexperten und Architekten wirken daran mit. […] Der Bürger der fast nur noch digital verorteten Gesellschaft versichert sich der verlorenen Anker seiner Herkunft und versieht sie mit der felsenfest massiven Aussteifung aus Zement.“
Jürgen Tietz bezweifelt, dass die neue Altstadt einen Beitrag für die Zukunft der Stadt leiste. Sie sei eine Märchenwelt, die Gefahr sei groß, dass „nur eine Puppenstube entsteht, eine Kulisse für fotografierende Touristen, Selfie-Stick gezückt und Daumen hoch. Das, was historische Altstädte ausmacht, lässt sich nämlich nicht verordnen und auch nicht einfach bauen.“ Die schöpferischen Nachbauten seien „Fake-Architektur“, „zwischen Betonkonstruktion und vorgeblendeter Bruchsteinmauer blinzelt die Dämmwolle hervor und beweist, dass sich Geschichte im Angesicht heutiger Bauvorschriften gar nicht originalgetreu nachbauen lässt“.
Ähnlich äußerte sich Philipp Oswalt. Es sei absurd, für 200 Millionen so wenige Wohnungen zu bauen. Die Stadt habe den sozialen Wohnungsbau eingestellt, subventioniere Luxuswohnungen und privatisiere damit gleichsam öffentliche Güter. Das ganze Dom-Römer-Projekt sei Ausdruck eines konservativen Zeitgeistes, der den Zerfall öffentlicher Kohäsion durch symbolisch-medialen Ersatz kaschiere. „Es geht gar nicht um die Frage, wie kann man da eine Stadt bauen, die heute gut brauchbar ist – es geht darum, ein Bild einer Stadt zu generieren“.
Scharfe Kritik am ganzen Projekt übte Stephan Trüby. Die Neue Altstadt gehe auf eine Initiative Claus Wolfschlags zurück, eines „Rechtsradikalen mit Verbindungen ins extremistische Milieu“. Das sei kein Zufall, „die Rekonstruktionsarchitektur entwickelt sich in Deutschland derzeit zu einem Schlüsselmedium der autoritären, völkischen, geschichtsrevisionistischen Rechten“. Es sei „skandalös, dass die Initiative eines Rechtsradikalen ohne nennenswerte zivilgesellschaftliche Gegenwehr zu einem aalglatten Stadtviertel mit scheinbar bruchlosen Wiederholungsarchitekturen führte“. Die Neue Altstadt sei „unterkomplexes Heile-Welt-Gebaue, das Geschichte auf ein eindimensionales Wunschkonzert reduziert … Eine Historie, in der der Nationalsozialismus, die deutschen Angriffskriege und der Holocaust allenfalls noch als Anekdoten einer ansonsten bruchlosen Nationalgeschichte überleben“. Trübys Thesen fanden auch international Beachtung, beispielsweise im Observer.
Dem widerspricht der Architekturjournalist Enrico Santifaller. Die Debatte um die Altstadt habe historische Wurzeln, schon seit 1880 werde stets aufs Neue um ihre Gestaltung gerungen, wobei die Gegner und Befürworter von Rekonstruktionen in kein Rechts-Links-Schema passten. Schon der Wiederaufbau der Römerberg-Ostzeile sei auf eine Idee des SPD-Oberbürgermeisters Rudi Arndt zurückgegangen. Gleichzeitig hätten Linke und Spontis den Frankfurter Häuserkampf angezettelt, „den Soziologen heute als Anfänge einer zweiten Heimatschutzbewegung ansehen“. Entscheidend für das Rekonstruktionsvorhaben der Neuen Altstadt sei der „Sturm der Entrüstung“ gewesen, den die „bemerkenswert mediokren Fassadenansichten“ des Siegerentwurfes aus dem Wettbewerb von 2005 auslösten. „Anders als der mit dem zweiten Platz ausgezeichnete Entwurf …, der u. a. mit einer vielwinkeligen Dachlandschaft dem Ort Tribut zollte, sollte in der historischen Mitte Frankfurts die »Bausünde« Technisches Rathaus durch das übliche triste Würfelhusten der Immobilienbranche ersetzt werden.“ Erst in der Folge habe sich eine Dynamik entwickelt, „in der die Vorstellung, nahe der höchsten Wolkenkratzer Kontinentaleuropas eine »alte« und »gemütliche« Stadt neu zu bauen, plötzlich konsensfähig wurde.“ Santifaller plädiert dafür, auf ideologische Scheuklappen zu verzichten und „einen zweiten Blick zu riskieren“. Erst durch diesen sei möglich, neben allen banalen Nach- und Neuschöpfungen sowie Detailfehlern auch die „subtilen und für Laien nicht immer lesbaren Hinweise auf Brüche und Diskontinuität“ etwa bei dem Haus Zu den Drei Römern oder dem Gebäude Braubachstraße 21 sehen.
Auch Matthias Alexander weist in seiner Entgegnung auf Trübys Polemik darauf hin, dass „Rekonstruktionen politisch weder rechts noch links einzuordnen sind. Ihre Legitimation beziehen sie vor allem aus zwei Quellen: ihrer handwerklichen Qualität und ihrer bürgerschaftlichen Akzeptanz. Beides ist in Frankfurt gegeben.“
Hanno Rauterberg widerspricht der These, dass mit dem Wiederaufbau der Altstadt eine Auslöschung des Geschichts- und Schuldbewusstseins einhergehe. Allein die Debatte führe dazu, dass mehr Menschen über die Zerstörung und ihre Hintergründe nachdenken. Hingegen „fühlte sich kein Mensch in Frankfurt beim Anblick des jetzt abgerissenen Technischen Rathauses mahnend an Bombenkrieg und Schoah erinnert.“ Die meisten Kritiker mokierten sich über Geschmacksfragen. „Oft heißt es, diese Art von Architektur sei bloß Kulissenzauber, unwahrhaftig, unauthentisch … Doch ist Architektur ja immer illusionär … Einzig in manchen Wohn- und Gewerbegebieten, wo jeder gestalterische Anspruch der Rendite geopfert wird, [ist] die Architektur tatsächlich wahrhaftig.“
Auch Laura Weißmüller betont die Qualität und Detailliebe, mit der die Neue Altstadt gebaut wurde. Angefangen von der Planung über die sorgfältige Bauausführung haben in Frankfurt alle Beteiligten, Bauherren, Architekten, Planer und Bauunternehmen an einem Strang gezogen. „Man würde sich wünschen, dass einmal so viel Liebe fürs Detail und Sorgfalt in ein Bauprojekt gesteckt wird, das nicht so tut, als hätte es den Zweiten Weltkrieg nie gegeben“.
Michael Guntersdorf berichtet im Gespräch mit Matthias Alexander über seine Erfahrungen mit dem Dom-Römer-Projekt. Bei dem Projekt sei es im Kern um Stadtreparatur gegangen. Ein Hauptgewinn des Projekts sei die Wiedergewinnung der Braubachstraße. In den vergangenen 70 Jahren sei praktisch kein Stadtraum entstanden, der die Qualität der neuen Altstadt hätte. Die Ensemblewirkung sei noch besser als ursprünglich gedacht. Plötzlich seien die Architekten in der Defensive und führten eine berufsständische Befindlichkeitsdiskussion. Man könne aus dem Projekt für künftige Neubauprojekte lernen, „dass man mehr Tiefgang in der Beschäftigung mit der Architektur braucht. Es darf nicht mehr darum gehen, nur Volumen zu schaffen. Man muss mit besonderen Gestaltungselementen für Identifikation sorgen. Man muss sich mehr Mühe mit den Details geben“. Er wendet sich gegen Kritik, dass man für das gleiche Geld viele Sozialwohnungen hätte bauen können; dieses Denken sei „total beschränkt“. „Das war eine sinnvolle Investition, sie bringt die Stadt nach vorne. Gerade die Ausländer, die wir über die Baustelle geführt haben, waren der Meinung, dass sich die Frankfurter schon viel früher auf ihre Geschichte als europäische Metropole hätten besinnen sollen.“ Persönlich gefallen ihm die beiden Neubauten Zu den Drei Römern (Markt 40) und Großer Rebstock (Markt 8) am besten; am wenigsten gelungen seien die Goldene Schachtel (Markt 32) und ihr Nachbar Alter Burggraf.
Andreas Maier beschreibt die Neue Altstadt für das Reiseblatt der FAZ vom „schönsten und nutzlosesten Ort Frankfurts“ aus, dem Belvederchen der Goldenen Waage, „Auge in Auge mit dem Domturm“. Das 1944 zerstörte Belvederchen kannte er aus „Bildbänden über das alte Frankfurt“, die er als junger Mann studierte, „die Beschwörung einer nicht mehr imaginierbaren Epoche, … reine Historie … Frankfurt als Möglichkeit zum totalen Idyll.“ Er setzt sich dann zunächst grundsätzlich mit architektonischen Rekonstruktionen auseinander, am Beispiel des Dresdner Zwingers, des Knochenhaueramtshauses und der Warschauer Altstadt, die auf unterschiedliche Weise die Erinnerung an ihre Zerstörung wahrten. Er erinnert an einen früheren Artikel, den er zum geplanten Abriss des Technischen Rathauses und zu Rekonstruktionen in der Altstadt für Die Zeit schrieb, und in dem er sich über die „Fachwerk-Sehnsucht“ lustig machte, die „Sehnsucht nach einer Stadt, die so aussieht, wie die Städte aussehen, die die Frankfurter als Touristen vielleicht auch gern besuchen“. Nach einer Besichtigung der Baustelle zeigt er sich jedoch beeindruckt von der Qualität der Bauausführung und auch der Architektur, von der Begeisterung der Handwerker. Er konstatiert: „Wertvolle Materialien, traditionelle Handwerkskunst, alles vom Feinsten. Mit seiner neuen Altstadt, die auch im Manufactum-Katalog stehen könnte, macht sich Frankfurt selbst ein Geschenk. Und als Praliné obendrauf gibt es das Belvederchen.“ Besonders beeindruckt ihn, neben dem Belvederchen, das Haus Schönau (Markt 10) – „ein ganz schmales Ding mit tief heruntergezogener Schieferfassade … und leichter konvexer Wölbung der elegant gestuften Vorderfront. Wahrscheinlich ein absolutes Unikat.“

### Zusammenfassende Darstellungen
- Matthias Alexander (Hrsg.): Die neue Altstadt. Societätsverlag, Frankfurt am Main 2018, ISBN 978-3-95542-307-0.
- Philipp Sturm, Peter Cachola Schmal (Hrsg.): Die immer Neue Altstadt. Bauen zwischen Dom und Römer seit 1900. (= Katalog zur Ausstellung Die immer Neue Altstadt im Deutschen Architekturmuseum), Jovis-Verlag, Berlin 2018, ISBN 978-3-86859-501-7.
- Stadt Frankfurt am Main (Hrsg.): Frankfurtbaut. Sonderausgabe zur Einweihung des DomRömer-Quartiers (stadtplanungsamt-frankfurt.de [PDF; abgerufen am 22. Januar 2019] ersch. zum Eröffnungsfest vom 28. bis 30. September 2018).

### Planung und Standpunkte
- Stadtplanungsamt Frankfurt am Main: Im Dialog 1 – Städtebauliche und architektonische Neuordnung zwischen Dom und Römer. Beiträge zum Expertenhearing am 18. November 2005. Frankfurt am Main 2006.
- Dietrich-Wilhelm Dreysse, Volkmar Hepp, Björn Wissenbach, Peter Bierling: Planung Bereich Dom-Römer. Dokumentation Altstadt. Stadtplanungsamt der Stadt Frankfurt am Main, Oktober 2006 (PDF; 14,8 MB); Link.
- Deutscher Werkbund Hessen e. V.: Standpunkte – Zur Bebauung des Frankfurter Römerbergs. Frankfurt am Main 2007.
- Dietrich-Wilhelm Dreysse, Björn Wissenbach: Planung Bereich–Dom Römer. Spolien der Altstadt 1. Dokumentation der im Historischen Museum lagernden Originalbauteile Frankfurter Bürgerhäuser. Stadtplanungsamt, Frankfurt am Main 2008 (online (Memento vom 21. Februar 2014 im Internet Archive)).
- Bundesministerium für Verkehr, Bau und Stadtentwicklung: Identität durch Rekonstruktion? Positionen zum Wiederaufbau verlorener Bauten und Räume. Dokumentation der Baukulturwerkstatt vom 16. Oktober 2008 in Berlin. Berlin 2009.

### Rezeption
- Benedikt Crone: Dom-Römer-Areal in Frankfurt am Main. In: Bauwelt, 16/2017, S. 30–37 (PDF).
- Claus-Jürgen Göpfert: Neue Altstadt Frankfurt. Die Inszenierung eines Traums – Die neue Altstadt ist eine Niederlage für die zeitgenössische Architektur. In: Frankfurter Rundschau, 10. Mai 2018.
- Stefan Lüddemann: Frankfurter Altstadt: Ein transplantiertes Herz. In: Neue Osnabrücker Zeitung, 10. Mai 2018.
- Falk Jäger: Altstadtrenovierung: Was Berlin von Frankfurt lernen kann. In: Tagesspiegel, 14. Mai 2018.
- Claus-Jürgen Göpfert: Neue Frankfurter Altstadt. Kulissenarchitektur für Touristenmassen. In: Frankfurter Rundschau, 24. Mai 2018.
- Was darf moderne Architektur heute? (ttt – titel thesen temperamente) auf YouTube, 3. Juni 2018.
- Rainer Haubrich: Frankfurt zeigt, wie man heute eine Altstadt baut. In: Die Welt, 28. September 2018.
- Matthias Alexander: Frankfurter Altstadt: Ganz bei sich. In: Frankfurter Allgemeine Zeitung, 28. September 2018.
- Felix Obermair: Retrotopia: eine Gefahr auch in der Architektur? Rückwärtsgewandte Utopien am Beispiel der Frankfurter Altstadtrekonstruktion. In: Grazotopia 2020, abgerufen am 8. Oktober 2023.

### Medienberichte und Programmhinweise
- Vergleichsbilder frühere und wiederaufgebaute Altstadt, 29. Januar 2018.
- Die neue Frankfurter Altstadt – ein Jahrhundertprojekt, Videobericht (depubliziert), hr-fernsehen, 24. September 2018.
- Jetzt wird gefeiert: Neue Frankfurter Altstadt eröffnet, Videobericht der hessenschau, 28. September 2018.

### Videos und Dokumentationen
- F.A.Z. exklusiv: Mit der Drohne über Frankfurts neue Altstadt auf YouTube, 17. April 2018.
- F.A.Z.: Frankfurts neue Altstadt – Ein bisschen wie Museum auf YouTube, 14. Mai 2018.
- hr-fernsehen: Im Herzen Frankfurts – Die neue Altstadt (44:27 Min.) auf YouTube, 29. September 2018. – Im Herzen Frankfurts – Die neue Altstadt, Begleittext, 29. September 2018.
- hr-fernsehen: Frankfurts neue Mitte – die Altstadt ist eröffnet! (29:05 Min.) auf YouTube, 29. September 2018. – Frankfurts neue Mitte – die Altstadt ist eröffnet!, Begleittext, 29. September 2018.